# Alexander Hamilton

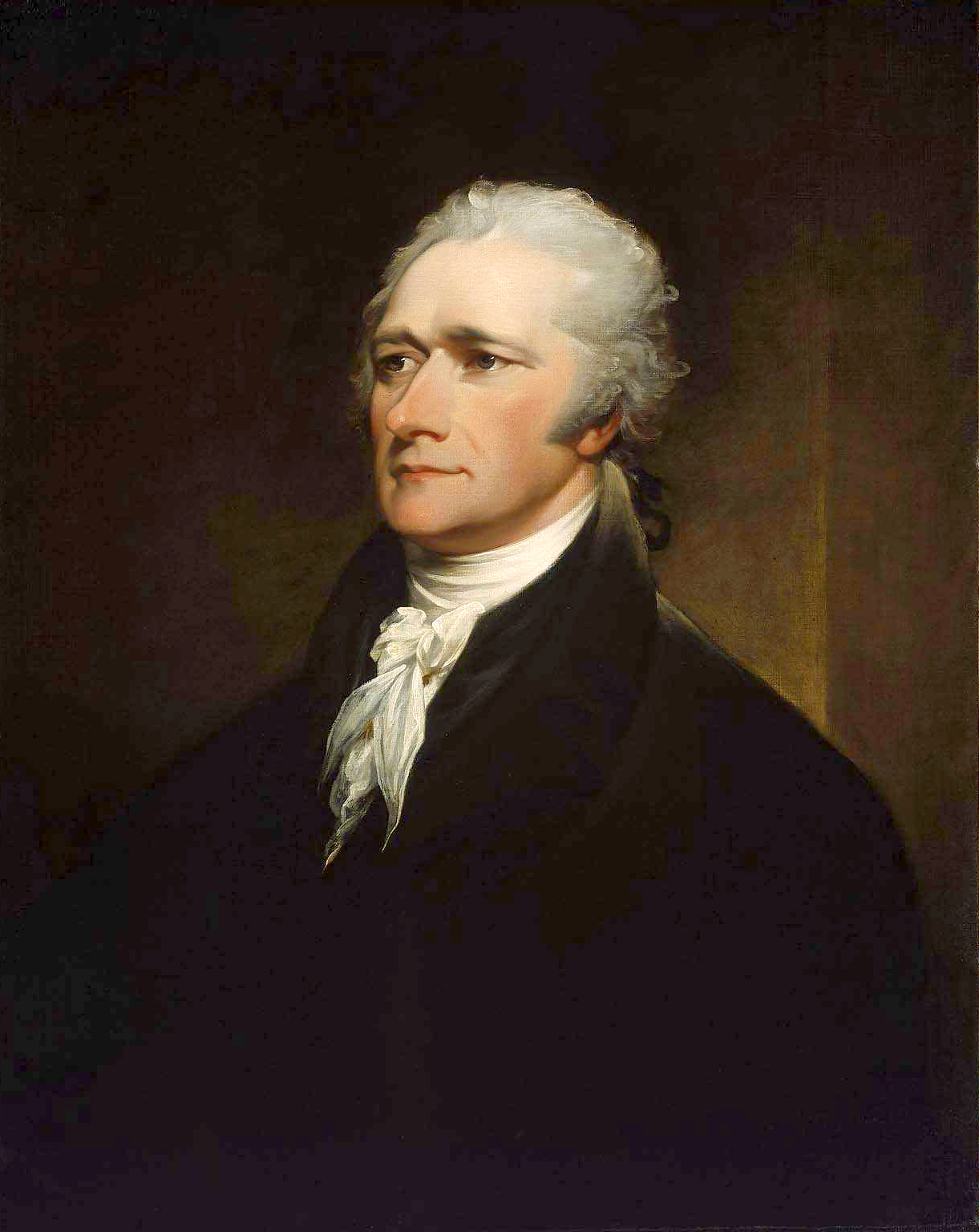
Alexander Hamilton auf einem Ölgemälde von John Trumbull, 1806

Unterschrift von Alexander Hamilton

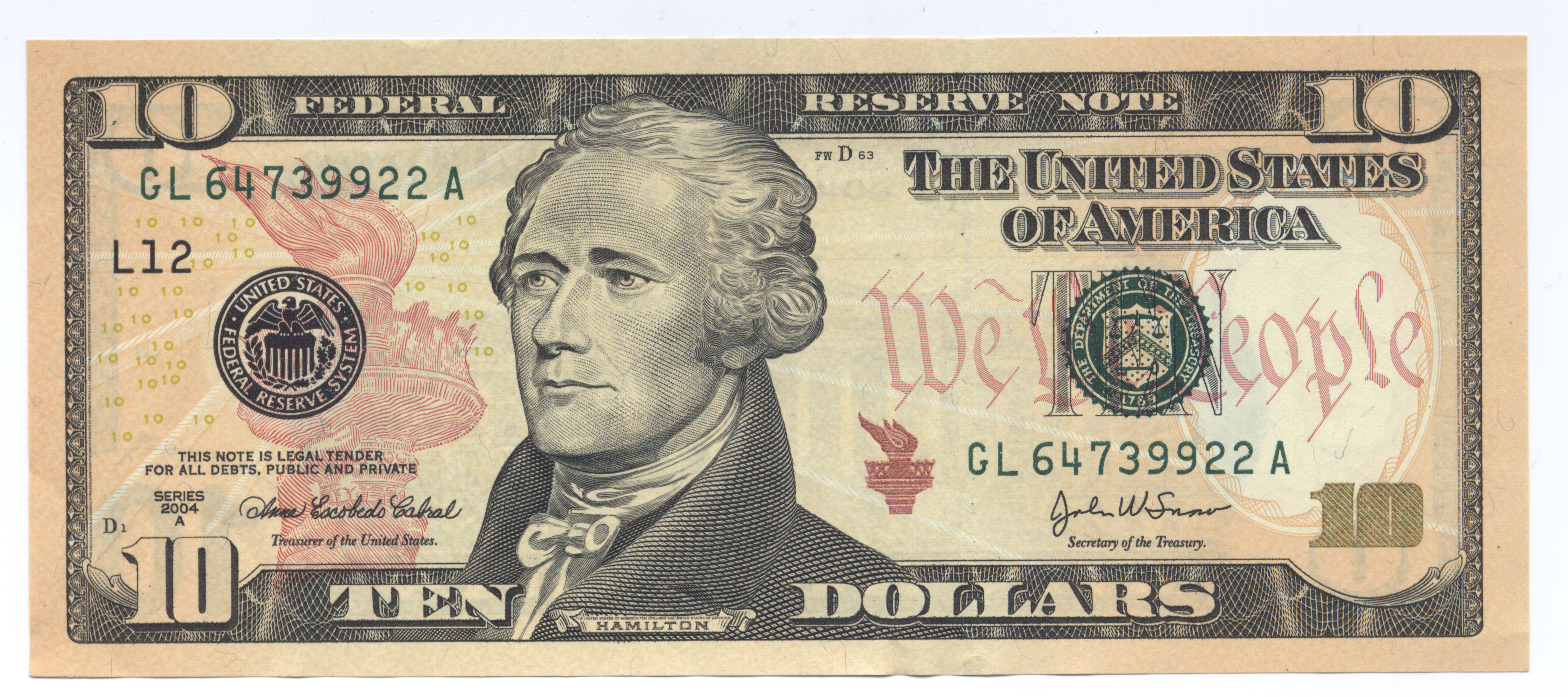
Porträt Hamiltons auf der 10-Dollar-Banknote

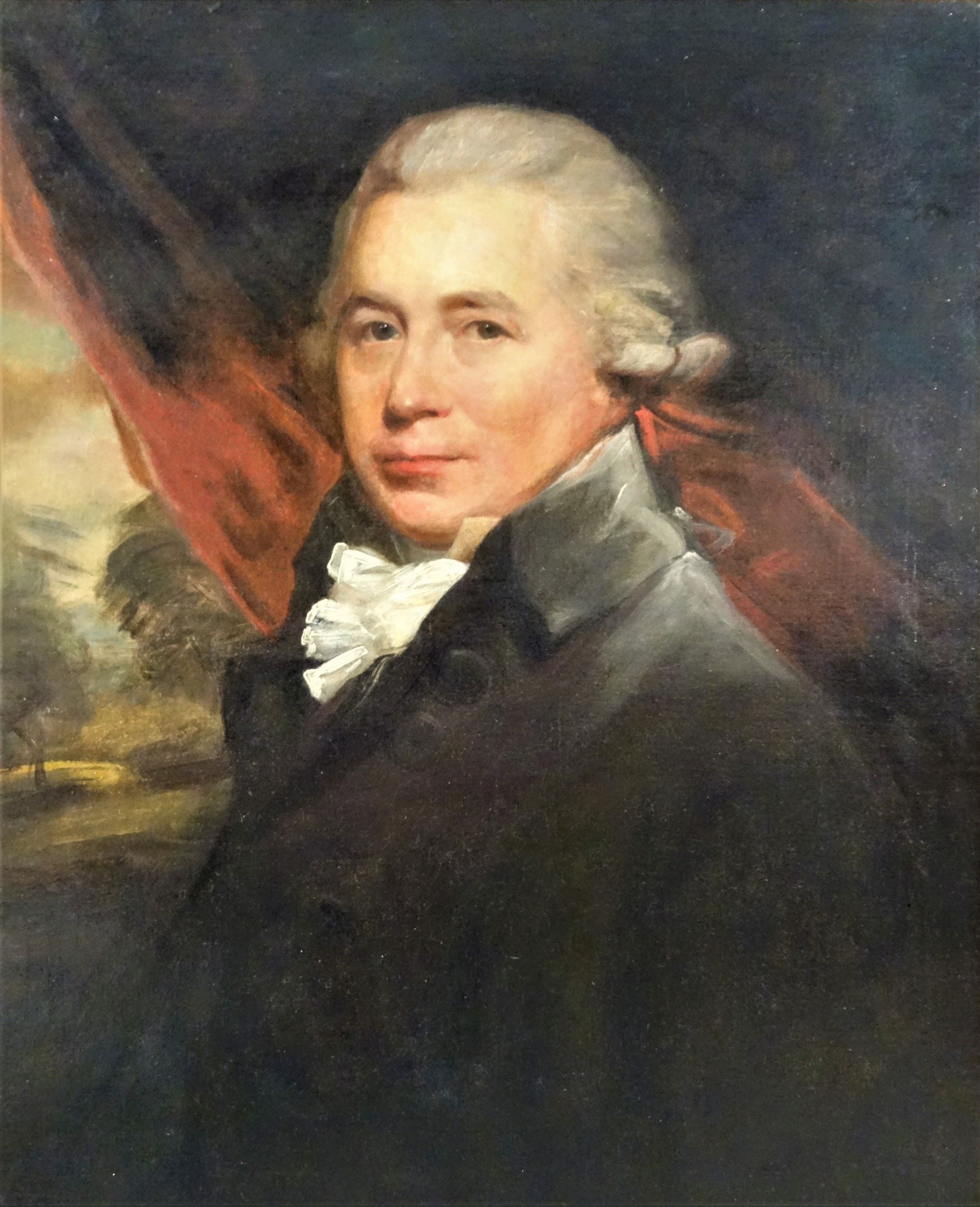
Alexander Hamilton, ca. 1795

Alexander Hamilton (* 11. Januar 1755 oder 1757 in Charlestown auf Nevis, Westindische Inseln, heute St. Kitts und Nevis; † 12. Juli 1804 in New York City) war ein US-amerikanischer Staatsmann, einer der Gründerväter der Vereinigten Staaten und deren erster Finanzminister. Außerdem gilt er als einer der ersten Staatstheoretiker der repräsentativen Demokratie und der
amerikanischen Schule der Ökonomie.
Hamilton wurde unehelich auf der Karibikinsel Nevis geboren. Durch ein Stipendium führender Kaufleute und des Gouverneurs von St. Croix, wo Hamilton zu dieser Zeit lebte, konnte er in New York am King’s College, der späteren Columbia University, studieren. Nach dem Ausbruch des Amerikanischen Unabhängigkeitskriegs schloss sich Hamilton dem Militär an, wo er schnell zum Aide-de-camp George Washingtons aufstieg. Nach seinem freiwilligen Rücktritt von diesem Posten erfüllte sich sein Wunsch nach Kriegsruhm 1781 in der kriegsentscheidenden Schlacht bei Yorktown. Er heiratete 1780 Elizabeth Schuyler, die Tochter des Generals Philip Schuyler.
Nach dem Unabhängigkeitskrieg wurde er Anwalt in New York, als der er für eine stärkere Bundesregierung agierte. Seine Bestrebungen, bspw. 1782/83 im Kontinentalkongress und 1786 in der Annapolis Convention, führten zum Verfassungskonvent der Vereinigten Staaten, während dem er erfolglos auf Lebenszeit gewählte Präsidenten und Senatoren vorschlug. In den Federalist Papers propagierte und verteidigte er die Verfassung der Vereinigten Staaten zusammen mit John Jay und James Madison.
Im Kabinett Washington war er von 1789 bis 1795 Finanzminister. Auf diesem Posten schlug er dem Kongress in mehreren Berichten Finanzreformen vor, die maßgeblich zum Aufbau der Wirtschaft der jungen USA beitrugen. Die Verschuldung plante er zu „finanzieren“ und zu „etablieren“, also alle Schulden und Zinsen zu zahlen, um Vertrauen in der Regierung zu erzeugen und die Schulden zu Geldmittel für die Bevölkerung umzuwandeln. 1790 initiierte er die Gründung der First Bank of the United States, womit er die Grundlage für das heutige Federal Reserve System schuf. Die Verfassungsmäßigkeit der Bank verteidigend formulierte er erstmals die Implied-Powers-Doktrin. Im Report on Manufactures schlug er Prämien und Zölle vor, die Industrielle unterstützen sollten. Seine Bevorzugung von Industrie und Handel empörte die agrarischen Südstaaten. 1792 bildete sich um ihn die Föderalistische Partei, die Gegenpartei zur Demokratisch-Republikanischen Partei Thomas Jeffersons, seines größten politischen Gegners.
Auch nach seinem Rücktritt am 31. Januar 1795 blieb Hamilton ein bedeutender Politiker, jedoch läuteten die Reynolds-Affäre und seine Kritik an dem föderalistischen Kandidaten John Adams während der Präsidentschaftswahl 1800 sein politisches Ende ein. Hamilton starb am 12. Juli 1804 an einer Verwundung, die er am Vortage aus einem Duell mit seinem langjährigen politischen Rivalen, dem amtierenden Vizepräsidenten Aaron Burr, davongetragen hatte.
1780 wurde er in die American Philosophical Society und 1791 in die American Academy of Arts and Sciences gewählt. Hamiltons Porträt befindet sich auf der 10-Dollar-Banknote.

## Leben

### Frühes Leben (1755/1757–1775)

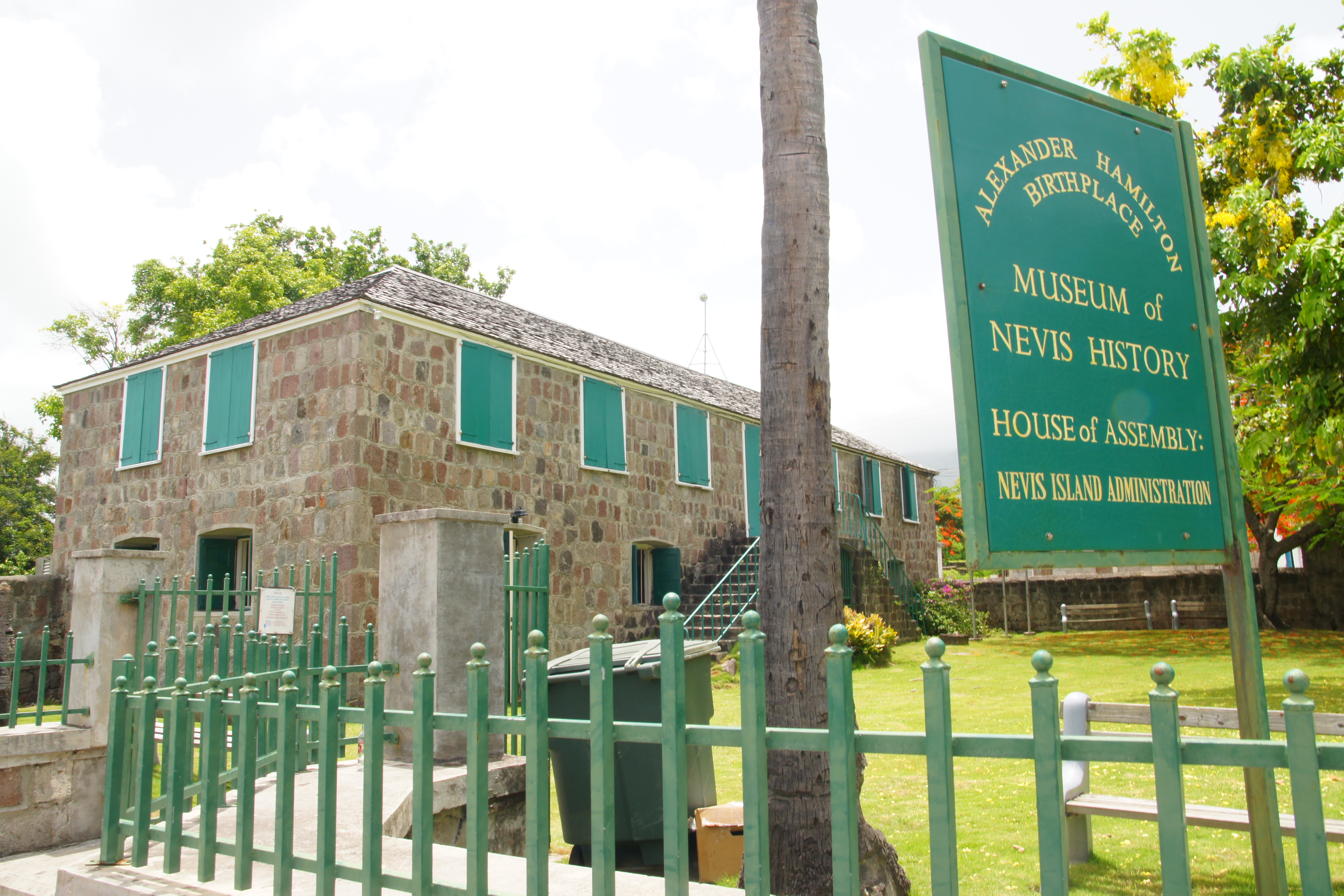
Museum der Nevis Historical and Conservation Society (Kurz NHCS) auf dem Platz des angeblichen Geburtshauses von Hamilton. (Aufgenommen 2010) Forschungen von David Small und Christine Eickelmann ergaben, dass Hamilton wahrscheinlich woanders auf Nevis geboren wurde. Stattdessen war das Haus damals im Besitz von Andrew Hamilton, der mit Alexander Hamilton nicht verwandt war.

Über Hamiltons frühes Leben ist nur wenig bekannt, da Hamilton selbst gegenüber seiner eigenen Familie nur wenig von seinem Leben berichtete. In den Büchern The Life of Alexander Hamilton (1840) und Life of Alexander Hamilton: A History of the Republic of the United States of America (7 Bände, 1857–1864) von Hamiltons Sohn John Church Hamilton sammelte dieser sein Wissen über seinen Vater. Seine Berichte werden jedoch oft bezweifelt. Restliches Wissen über Hamiltons Jugend stammt aus administrativen Aufzeichnungen aus der Karibik, wo Hamilton aufwuchs. Die bedeutendste Forschung auf diesem Gebiet erfolgte ab 1901 durch H. U. Ramsing und Gertrude Atherton. Ramsings Forschungen wurden 1939 im Personal-Historik Tiddskrift veröffentlicht, während Atherton ihre Entdeckungen für ihren Roman The Conqueror (1902) verwendete. Zu den wichtigsten Entdeckungen zählen die Identitäten von Hamiltons Mutter und von seinen Großeltern mütterlicherseits. Weitere Dokumente fand der Historiker Harold Larson in den Archiven der Jungferninseln. Diese nutze er zusammen mit den Forschungen von Ramsing für einen Artikel im William and Mary Quarterly. Über Hamiltons Studium ist aus den Aufzeichnungen seiner Freunde Hercules Mulligan und Robert Troup mehr bekannt, allerdings unterscheiden sich ihre „Narratives“ in mehreren bedeutenden Details.

#### Elternhaus
Mütterlicherseits war Hamilton Nachkomme von Hugenotten, die infolge der Revokation des Ediktes von Nantes durch Ludwig XIV. aus Frankreich auf die Insel Nevis geflohen waren. Väterlicherseits stammte er vom schottischen Clan Hamilton ab. Die Beziehung zwischen seinen Eltern Rachael Faucett (mehrere andere Schreibweisen sind auch möglich; anglisiert oft Fawcett) und James Hamilton war unehelich, was seine politischen Gegner auch nach seinem Tode verspotteten. Bis heute berühmt ist John Adams’ Beschreibung Hamiltons als „Bastardgör eines schottischen Händlers“ (englisch bastard brat of a Scotch Pedler).
Außerdem wurde behauptet, dass seine Mutter und damit auch er teils schwarz seien. So bezeichnete der berühmte schwarze Gelehrte W. E. B. Du Bois Hamilton als „unseren“ und der afroamerikanische Abolitionist William Hamilton (1773–1836) behauptete, sein Sohn zu sein. Der Hamilton-Biograph Ron Chernow beauftragte den Genetiker Gordon Hamilton, der die DNS der Hamilton-Familie testete, auch die Nachfahren von Alexander Hamilton zu testen. Zur Zeit der Veröffentlichung seiner Biographie waren die Ergebnisse noch nicht bekannt. In einem Interview aus dem Jahre 2016 mit dem Interviewer Brian Lamb im Sender C-SPAN teilte er mit, dass der Test ergebnislos war, Hamiltons Hautfarbe in Porträts würde aber auf eine schottische Abstammung hinweisen.

#### Kindheit und Jugend

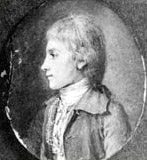
Alexander Hamilton (11. Januar 1773)

Unter Historikern gilt das Geburtsdatum des 11. Januar als gesichert, doch gibt es bis heute Diskussionen über das Geburtsjahr. Hamilton selbst gab fast immer 1757 an – möglicherweise, um wegen seines für Zeitgenossen bereits fortgeschrittenen Alters nicht vom College abgewiesen zu werden. Hingegen weisen mehrere karibische Dokumente auf das Geburtsjahr 1755 hin.
Im Januar 1766 verließ der Ernährer James Hamilton seine Familie, wofür die Motivation bis heute unbekannt ist. Alexander Hamilton, der mit seinem Vater auch später Briefwechsel führte, vermutete, dass sein Vater seine Familie nicht mehr unterstützen konnte. Ein symbolisches Ende von Hamiltons Kindheit war der Tod seiner Mutter, die an einem Fieber erkrankte, dem sie am 19. Februar 1768 erlag. Auch Alexander erkrankte, konnte sich aber bis zur Beerdigung seiner Mutter wieder erholen. Die Geschwister, nun Halbwaisen, wurden in die Obhut ihres Vetters Peter Lytton gegeben, der jedoch nur ein Jahr später wegen des Todes seiner Frau Suizid beging. Weder dessen Besitztümer, noch die Peter Lyttons Vaters, der ebenfalls verstarb, noch die ihrer Mutter fielen an Alexander oder seinen Bruder. Schließlich wurde Hamilton vom bedeutenden Kaufmann Thomas Stevens aufgenommen, dessen Sohn Edward Stevens sein Freund war. Da dieser Hamilton auch ähnlich sah, rankten sich mehrere Gerüchte um eine mögliche Vaterschaft von Thomas Stevens.
Zwischen 1766 und 1767 begann er für das Unternehmen Beekman and Cruger auf St. Croix in Christiansted zu arbeiten. Dieses Unternehmen wurde von den New Yorkern Nicholas Cruger und Beekman betrieben, die Mitglieder bedeutender Kaufmannsfamilien waren. Schon bald zeigte sich Hamilton als talentierter Administrator. Neben Hamiltons Französischkenntnissen schätzt der Hamilton-Biograph Ron Chernow besonders Hamiltons Fleiß, seine Eigenständigkeit und seine Ambition als seine wichtigsten Qualitäten in der Arbeit für Cruger ein. Auch seine Arbeitgeber waren von Hamiltons Talent überzeugt; als Cruger 1771 fünf Monate in New York verbrachte, übertrug er Hamilton die Führung des Unternehmens. Es scheint, dass er in dieser Aufgabe brillierte. Seine Arbeit unter Beekman und Cruger verschaffte ihm wichtige Erfahrungen in Verwaltung und Handel, welche ihm während seiner Arbeit als Finanzminister zugutekamen. Hamilton selbst bezeichnete es als den wichtigsten Teil seiner Bildung und der Hamilton-Biograph Jacob Ernest Cooke verglich es mit einem modernen College-Abschluss.
Wahrscheinlich erhielt Hamilton nur Privatunterricht, möglicherweise von einer Jüdin oder seiner eigenen Mutter. Dieser Unterricht scheint aber nicht besonders tiefgründig gewesen zu sein; ein Großteil der Bildung Hamiltons stammte wahrscheinlich vom Lesen der 34 Bücher seiner Mutter. Zu diesen gehörten wohl eine französische Übersetzung von Niccolò Machiavellis Der Fürst, Plutarchs Parallelbiographien, und insbesondere die Gedichte von Alexander Pope. Zu den Zeitvertreiben Hamiltons zählte das Schreiben von Gedichten, die in der Royal Danish American Gazette veröffentlicht wurden. Anfangs handelten sie von Liebe, später jedoch von der Religion. Man kann davon ausgehen, dass der presbyterianische Priester Hugh Knox, ein Freund Hamiltons, diesen Wechsel beeinflusste. Auch schrieb Hamilton schon in seiner Kindheit viele Briefe. Der älteste noch erhaltene Brief wurde an Edward Stevens, der im King’s College (der heutigen Columbia University) Medizin studierte, adressiert und am 11. November 1769 geschrieben. Hamilton beschrieb Unmut über seinen niedrigen sozialen Status und den Wunsch nach einem Krieg, in dem er sich beweisen könne.
Am 31. August verwüstete ein Hurrikan die Insel St. Croix, was Hamilton in einem Brief an seinen Vater beschrieb. Vermutlich auf Treiben von Knox wurde dieser Brief am 3. Oktober in der Royal Danish American Gazette veröffentlicht. Der Brief soll die Oberschicht der Insel vom Talent Hamiltons überzeugt haben, weshalb sie ein Stipendium für ein Studium in den Dreizehn Kolonien finanzierte. Die Hauptspender waren wohl seine Arbeitgeber, seine Cousine Ann Lytton Venton und Thomas Stevens. Chernow gibt zwei Gründe für den Eindruck an: Die Jugend und der niedrige soziale Status Hamiltons und die Beschreibung des Hurrikans als eine Strafe Gottes. Es wird angenommen, dass Hamilton schon im Oktober ein Schiff nach Boston bestieg, doch deuten Gedichte, die nach dem Oktober 1772 in der Royal Danish American Gazette veröffentlicht wurden, auf eine Reise nach dem Winter 1772/1773 hin. Mehrere Historiker wie z. B. Jacob Ernest Cooke kritisieren jedoch die Darstellung des Briefes als Auslöser für das Stipendium als unrealistisch.

#### Studium
Nachdem Hamilton mit einem Schiff in Boston gelandet war, reiste er über Land nach New York City, wo er einen Teil seines Stipendiums von Kortright and Company erhielt. Dort war sein einziger Bekannter Edward Stevens, doch konnte er viele Kontakte zu späteren Anführern der Unabhängigkeitsbewegung und koloniale Eliten schaffen. Wegen Empfehlungsschreiben von Knox war er schon den bedeutendsten presbyterianischen Kirchenmännern New Yorks, John Rodgers und John M. Mason, bekannt. Zur politischen Elite in seinem Umfeld gehörten William Livingston, der erste Gouverneur von New Jersey während der Amerikanischen Revolution, Elias Boudinot, später Präsident des Kontinentalkongresses und Kongressmitglied, William Alexander, Lord Stirling, später Generalmajor in der amerikanischen Armee während der Revolution, John Jay, später Außenminister während des Kontinentalkongress, Chief Justice und Gouverneur von New York, und William Duer, später bedeutender Spekulant. Auch schaffte sich Hamilton mit dem Sons-of-Liberty-Mitglied Hercules Mulligan Verbindungen zum radikaleren Teil der Unabhängigkeitsbewegung. Wie die meisten kolonialen Eliten auf dem Wege zum Amerikanischen Unabhängigkeitskrieg unterstützte Hamilton einen Ausgleich mit der britischen Krone.

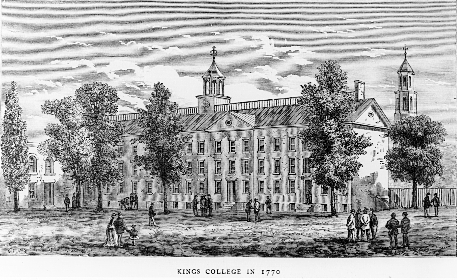
Das King’s College in New York im Jahre 1770

Hamilton wurde zunächst Schüler an der vorbereitenden Elizabethtown Academy, um Latein, Griechisch und fortgeschrittene Mathematik, welche Pflicht für einen College-Beitritt waren, zu erlernen. Nachdem er die Elizabethtown Academy mit beeindruckenden Ergebnissen abgeschlossen hatte, musste er eines der neun Colleges der Dreizehn Kolonien auswählen. Eine offensichtliche Wahl war die Princeton University, wo Boudinot und Livingston Mitglieder des Board of Trustees waren. Unter der Führung von John Witherspoon entwickelte sich Princeton auch zu einer Universität der Whigs und Presbyterianer, was nach Mulligan der ausschlaggebende Faktor für Hamilton war. Hamilton stellte dort einen Aufnahmeantrag mit der Bitte, ein beschleunigtes Studium absolvieren zu dürfen, allerdings wurde dies abgelehnt, weshalb Hamilton ein anderes College wählen musste. Seine neue Wahl war das King’s College in New York, welches unter der Führung Myles Coopers zusammen mit der Stadt New York zu einer der Hochburgen der Tories und der britischen Kolonialmacht wurde. Dem Kings College trat Hamilton wahrscheinlich im Winter 1773/74 bei. Ihm wurde privater Unterricht unter Professoren erlaubt, um schneller einen Abschluss zu erhalten; so unterrichtete ihn der Professor Robert Harpur im September 1774 in der Mathematik. Wahrscheinlich berichtete ihm der Schotte Harpur auch von der Schottischen Aufklärung, die von Adam Smith und David Hume vorangetrieben wurde und Hamiltons ökonomische Ideen stark beeinflusste. Auch andere Figuren der Aufklärung wie Montesquieu waren Teil von Hamiltons Lektüre, doch studierte Hamilton anfangs eigentlich für einen Abschluss in der Medizin. Später wechselte er zu einem Jura-Studium.

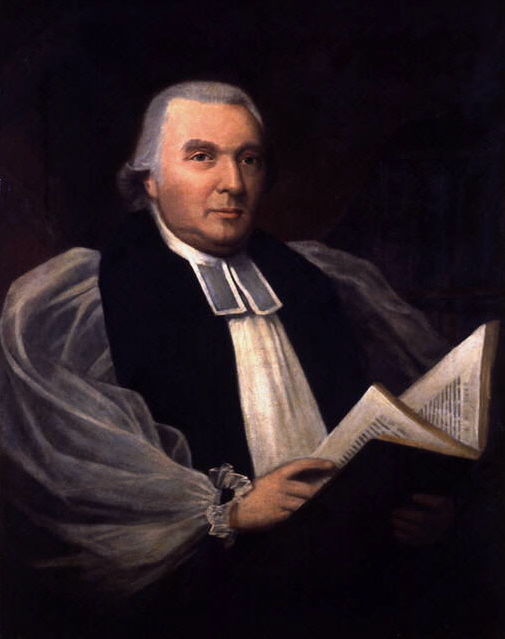
Samuel Seabury (Ralph Earl, 1785)

In einem College-Debattier-Klub, u. a. mit Troup und Nicholas Fish, vertrat er nach Angaben Troups zuerst eine eher königstreue Position, bald aber eine Unabhängigkeit von der Kolonialmacht. Des Weiteren berichtet Troup, dass die Boston Tea Party ausschlaggebend für den Meinungswechsel gewesen sei. Nach den sogenannten „Intolerable Acts“, in denen das Britische Parlament die Kolonien nach Meinung der Kolonisten hart für die Boston Tea Party bestrafte, wandte sich die Meinung der Öffentlichkeit selbst in der Tory-Hochburg New York gegen die Kolonialmacht. Als Reaktion auf sie sammelten sich die Kolonien im Kontinentalkongress, wo über Gegenaktionen entschieden werden sollte. Während Radikale einen Boykott britischer Güter anstrebten, sahen Moderate einen Boykott als zu provokativ an. Die radikalen Sons of Liberty sammelten sich auf freien Feldern vor New York, wo Hamilton laut den Biografien seines Sohns eine bewegende Rede hielt, die die Boston Tea Party unterstützte und ihn in der Bewegung etablierte. Neben der Biografie des John Church Hamilton existiert jedoch kein anderes Quellenmaterial über diese Rede, weshalb sie von einigen Historikern bezweifelt wird. Die Aktionen des Kontinentalkongresses, welcher sich für ein komplettes Embargo gegen die britische Kolonialmacht entschied, schockierte viele Tories und insbesondere den Klerus der Kolonien. Der Episkopale Samuel Seabury verfasste unter dem Pseudonym „A Westchester Farmer“ loyalistische Essays gegen den Kontinentalkongress. Auf dessen Essay antwortete Hamilton unter dem Pseudonym „A Friend to America“ in den aufsehenerregenden Aufsätzen A Full Vindication of the Measures of Congress (veröffentlicht am 15. Dezember 1774) und The Farmer Refuted (veröffentlicht am 23. Januar 1775), in denen er Chernow zufolge erstmals sein Talent als Schriftsteller zeigte. Auch lassen die beiden anonymen Schriften erkennen, dass Hamilton sich in dem knappen Jahr, das seit seiner Ankunft in Boston verstrichen war, eingehend mit den politischen und wirtschaftlichen Problemen der Kolonien vertraut gemacht hatte. Elkins und McKitrick erkennen in seiner Argumentation alle klassischen Whig-Argumente, ein breites Wissen über die ökonomische, militärische und außenpolitische Lage der Kolonie und die Argumente der Aufklärung, insbesondere die der Schottischen. Cooke kritisiert, dass Hamiltons Stil noch nicht das spätere Niveau erreicht hatte. Dem widerspricht Thomas K. McCraw: Verglichen mit Hamiltons späteren Werken sei besonders The Farmer Refuted einer seiner eloquentesten Essays und für einen Studenten eine tour de force. Nach dem literarischen Konflikt mit Seabury entwickelte sich Hamilton zu einem relativ reputablen patriotischen Essayisten: Zwei Essays, die den Quebec Act, einen der Intolerable Acts, kritisierten, wurden in der Presse von Rivington veröffentlicht. Eine weitere Aufsatzreihe wurde vom 9. November 1775 bis zum 8. Februar 1776, also schon während Hamilton im Militär war, unter dem Namen Monitor Essays im New-York Journal von John Holt veröffentlicht.

### Unabhängigkeitskrieg (1775–1782)

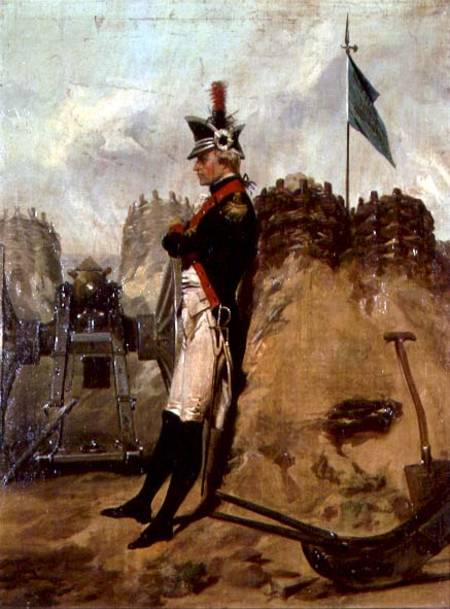
Alexander Hamilton in the Uniform of the New York Artillery (Alonzo Chappel (1828–1887))

#### Frühe Militärkarriere
John Church Hamilton berichtet, dass sein Vater schon im Winter 1774/75 anfing, sich mit Waffen bekannt zu machen. Als die Nachricht vom Kriegsausbruch durch die Gefechte von Lexington und Concord New York erreichte, trat Hamilton in eine Miliz ein. Er wurde einer Gruppe unter Führung Edward Flemings zugeordnet, den Beschreibungen Troup, Fish und Mulligans zufolge wahrscheinlich den „Corsicans“. Später änderten die „Corsicans“ ihren Namen wahrscheinlich zu „Hearts of Oak“. Während des Trainings zeigte sich Hamilton engagiert, weshalb er im Juni 1775 ein Offizierskandidat wurde. Hamiltons erster Kampf war am 23. August 1775. Die Asia, ein Schiff der Krone, erreichte New York, was eine große Bedrohung für eine patriotische Batterie beim Fort George darstellte. Um die Kanonen der Batterie in Sicherheit zu bringen, meldete sich Hamilton zusammen mit 15 anderen freiwillig. Als das Schiff auf die Freiwilligen schoss, traf es ein nahegelegenes Gasthaus.
Am 23. Februar schlug der Colonel Alexander McDougall, der für die Verteidigung von New York eine Artilleriekompanie ausheben sollte, Hamilton als Captain vor. Nachdem er examiniert worden war, erhielt er den Rang am 14. März 1776. Den Kern seiner Truppe bildeten die Hearts of Oak. Später kommandierte Hamilton 86 Männer, unter denen er sehr populär war. Er achtete auf militärische Formalien wie die Uniform oder den korrekten Aufmarsch während militärischer Paraden. Hamiltons erste militärische Aktion als Captain war in New York, welches nach der misslungenen Belagerung von Boston Ziel britischer Angriffe wurde. Dort nahm er an mehreren Scharmützeln vor dem eigentlichen britischen Angriff teil; Teilnehmer an der ersten eigentlichen Schlacht in New York, der Schlacht von Long Island. Erst bei der Landung bei Kips Bay und in der darauffolgenden Schlacht von Harlem Heights, in denen gelandete britische Truppen New York erobern konnten, kämpfte er mit seiner Kompanie und verlor seine gesamte schwere Artillerie. In diesen Schlachten soll Hamilton das erste Mal die Aufmerksamkeit von General Washington auf sich gezogen haben. Darauf zog Hamilton mit dem Rest der Armee zurück nach White Plains, wo die Kontinentalarmee erneut in der Schlacht von White Plains geschlagen wurde. Nach einem darauffolgenden Rückzug durch New Jersey begann Washington auf dringenden Rat seiner Offiziere seine Armee auf kleinere Scharmützel auszulegen (die sogenannte Fabian strategy, benannt nach dem antiken Feldherrn Fabius), da die britische Armee in offenen Schlachten einen klaren Vorteil hatte. Hamilton unterstützte dies – schon in The Farmer Refuted verwies er Seabury auf diese Strategie. Während des Rückzugs zeichnete sich Hamilton in den Augen Washingtons insbesondere bei der Überquerung des Raritan River, während derer Hamiltons Kompanie der Armee Deckung gab, besonders aus. Die nächsten größeren militärischen Auseinandersetzungen waren die Schlacht von Trenton am 26. Dezember und die Schlacht von Princeton am 3. Januar 1777, zwei bedeutende amerikanische Siege. Hamilton spielte in ihnen keine bedeutende Rolle.

#### Aide-de-camp von Washington

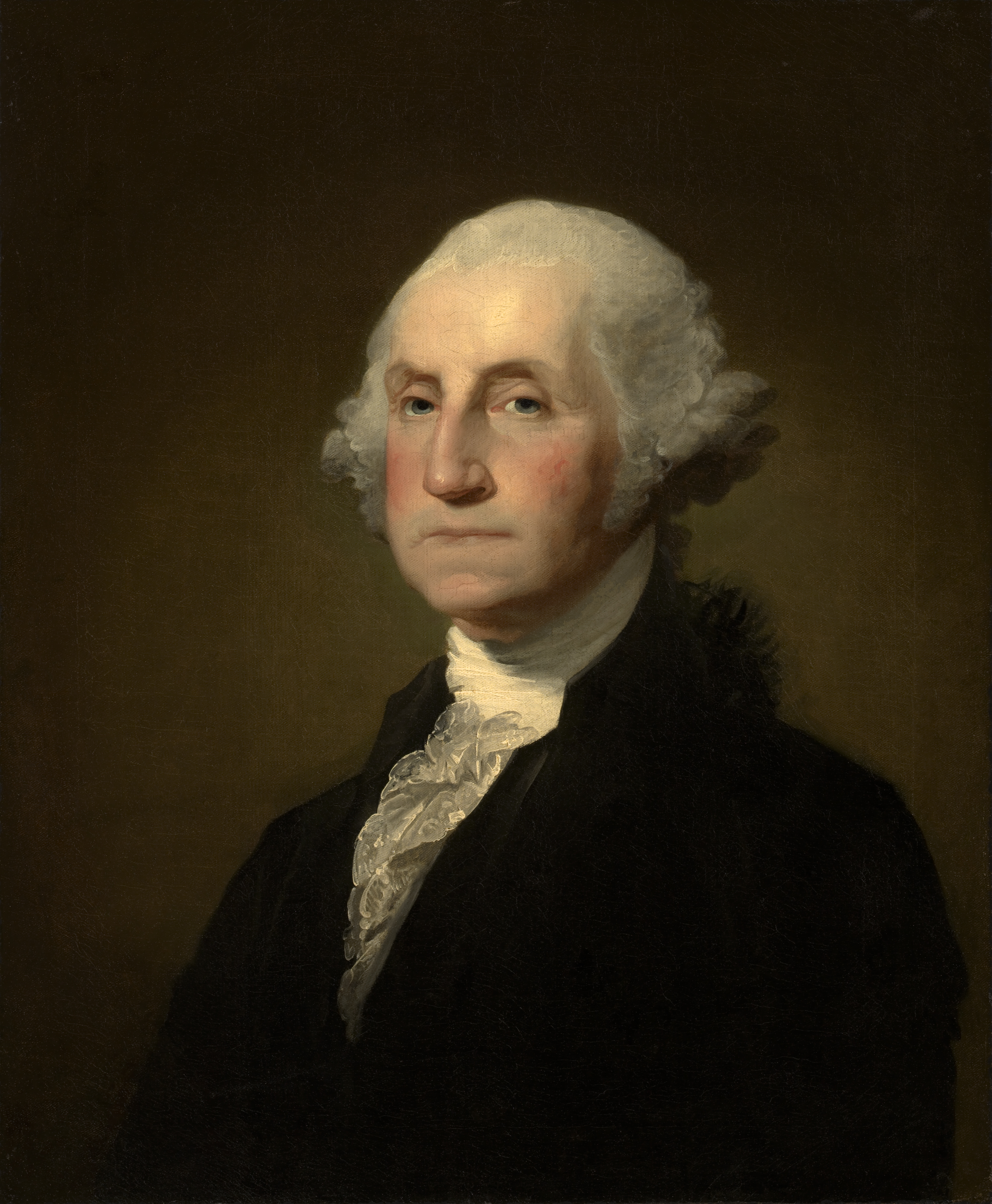
George Washington (Gilbert Stuart, 1796)

Hamilton entwickelte sich während der ersten Jahre des Krieges zu einem relativ bekannten Soldaten und zog die Aufmerksamkeit einflussreicher Generäle wie Lord Stirling, McDougall, Nathanael Greene und Henry Knox auf sich. Von ihnen hatten manche ihm angeboten, ihr Aide-de-camp zu werden, was Hamilton jedoch ablehnte, um Ruhm auf dem Schlachtfeld zu gewinnen. Erst ein Angebot George Washingtons am 20. Januar 1777 überzeugte ihn, seinen Posten zu verlassen und für Washington zu arbeiten. Offiziell wurde Hamiltons Mitgliedschaft in Washingtons „Familie“, wie sein Offiziersstab genannt wurde, erst am 1. März. Auch wurde er zum Lieutenant Colonel befördert.
Unter den insgesamt 32 Aide-de-camps Washingtons war Hamilton neben Robert Hanson Harrison, Tench Tilghman und John Laurens einer der bedeutendsten. Manche Historiker bewerten ihn sogar als den wichtigsten, der einem modernen Chief of Staff ähnelt. Washingtons Aide-de-camps mussten hauptsächlich Briefe entwerfen. Unter Hamiltons Entwürfen waren einige sehr bedeutende, wie zum Beispiel Briefe an den Kongress. Aus seiner Feder stammte z. B. ein Befehl an den Kongress, Philadelphia vor einem britischen Angriff zu evakuieren. Des Weiteren diente Hamilton als ein Diplomat für Washington. Nach dem amerikanischen Sieg in der Schlacht von Saratoga im November 1777 überzeugte er den siegreichen General Horatio Gates davon, einige Truppen zu Washington zu verlegen. Zwar zeigte sich Gates zunächst resistent, allerdings überzeugte Hamilton ihn schließlich von der Verschiebung zweier Brigaden. In den eigentlichen militärischen Entscheidungen der Kontinentalarmee spielte er, wie die anderen Aide-de-camps, keine Rolle. Ihm wurden jedoch kleinere militärische Aufgaben zugewiesen, wie die Evakuierung von Vorräten aus Philadelphia.
Hamilton befreundete sich mit vielen Kollegen. Sein engster, möglicherweise romantischer Freund war John Laurens, der Sohn des Henry Laurens, dessen Briefwechsel ungewöhnlich informell für Hamilton war. Ein Trio bildeten Laurens und Hamilton mit dem Marquis de La Fayette, einem französischen Adeligen, der freiwillig in der Kontinentalarmee diente. Auch war der Posten des Aide-de-camp der Vernetzung mit der Elite wie dem General und Mitglied des Kontinentalkongress Philip Schuyler dienlich. Elizabeth Schuyler, Philip Schuylers Tochter, heiratete er am 14. Dezember 1780 in der Schuyler Mansion, dem Landhaus der Schuyler-Familie in Albany. Er befreundete sich auch mit seiner Schwägerin Angelica Schuyler Church, die mit dem britischen Parlamentarier John Barker Church verheiratet war. Oft wurde er einer romantischen Beziehung mit ihr beschuldigt.

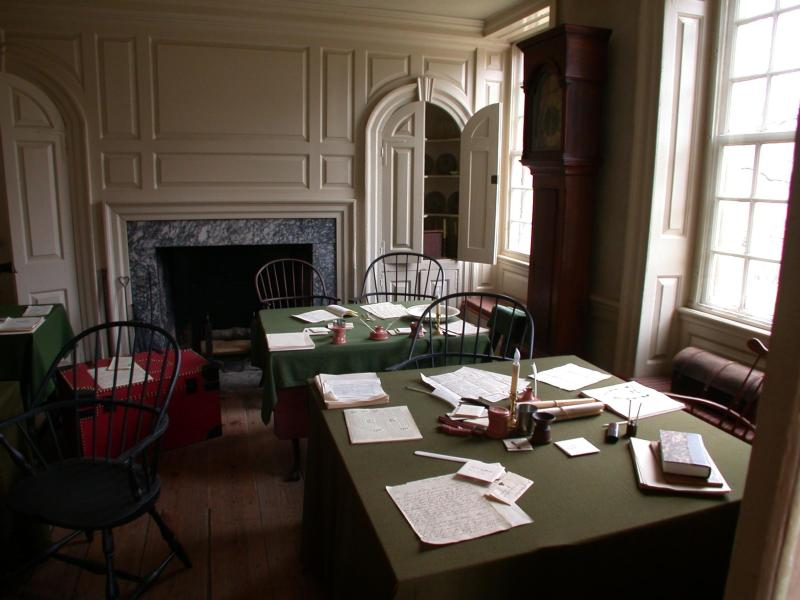
Büro der Aide-de-camps von Washington in Valley Forge

Während seiner Arbeit als Aide-de-camp wiederholte und las er mehrere Werke, darunter Plutarchs Doppelbiografien, Demosthenes’ Reden und Ciceros Werke, die er in seinem Notizbuch kommentierte. Besonders Plutarchs Biografien des Romulus und des Theseus, zweier Monarchen, sowie des römischen Königs Numa Pompilius und Lykurgs, zweier Gesetzgeber, beeinflussten Hamiltons Weltbild. Beim Lesen der antiken Texte legte er seinen Fokus auf die politischen, aber auch wirtschaftlichen, kulturellen und religiösen Institutionen der damaligen Gesellschaft. Auch neuere Werke wie die von David Hume, Michel de Montaigne, Francis Bacon und Thomas Hobbes gehörten zu seiner Lektüre. Wissen über das damalige Zeitgeschehen sammelte Hamilton mit dem von Malachy Postlethwayt geschriebenen Universal Dictionary of Trade and Commerce, einer detaillierten Beschreibung der Geografie, Politik und Wirtschaft Europas. Im Zeitraum von 1780 bis 1781 schrieb Hamilton drei Briefe und sechs Essays namens The Continentalist Essays unter dem Pseudonym A. B. im New-York Packet, die seine damalige politische Überzeugungen, den Nationalismus, darstellten (Damit ist nicht Nationalismus im modernen Sinne gemeint, sondern eher die Stärkung der nationalen Regierung. Ab dem Verfassungskonvent werden Nationalisten als Föderalisten bezeichnet.) In diesen bespricht Hamilton neben der aktuellen politischen Lage in den USA, die Hamilton zufolge von der Schwäche des Kontinentalkongresses illustriert werde, auch seine philosophische Position zur menschlichen Natur. Der fundamentale Fehler der Regierung sei ihre Machtlosigkeit gegenüber den Staaten; sie habe weder Macht über die Armeen, noch über die Finanzen der Nation. Einer der Gründe hierfür sei das Fehlen einer starken Exekutive. Wichtig seien auch Finanzreformen, die teils schon durch den neuen Superintendant of Finance Robert Morris eingeleitet wurden. Weitere Reformen einleiten müsse ein Verfassungskonvent.

#### Schlacht von Yorktown
Während des Dienstes als Aide-de-camp suchte Hamilton Ruhm als Anführer auf dem Schlachtfeld zu erlangen, weshalb er kontinuierlich und vergebens von Washington einen Posten im Feld forderte. Einem kleinlichen Streit mit Washington im Februar 1781 folgend legte er seinen Posten als Aide-de-camp nieder und drohte mit seinem Rücktritt von seinem Posten als Lieutenant Colonel, worauf Washington ihm den Befehl über ein Bataillon Leichter Infanterie übertrug.

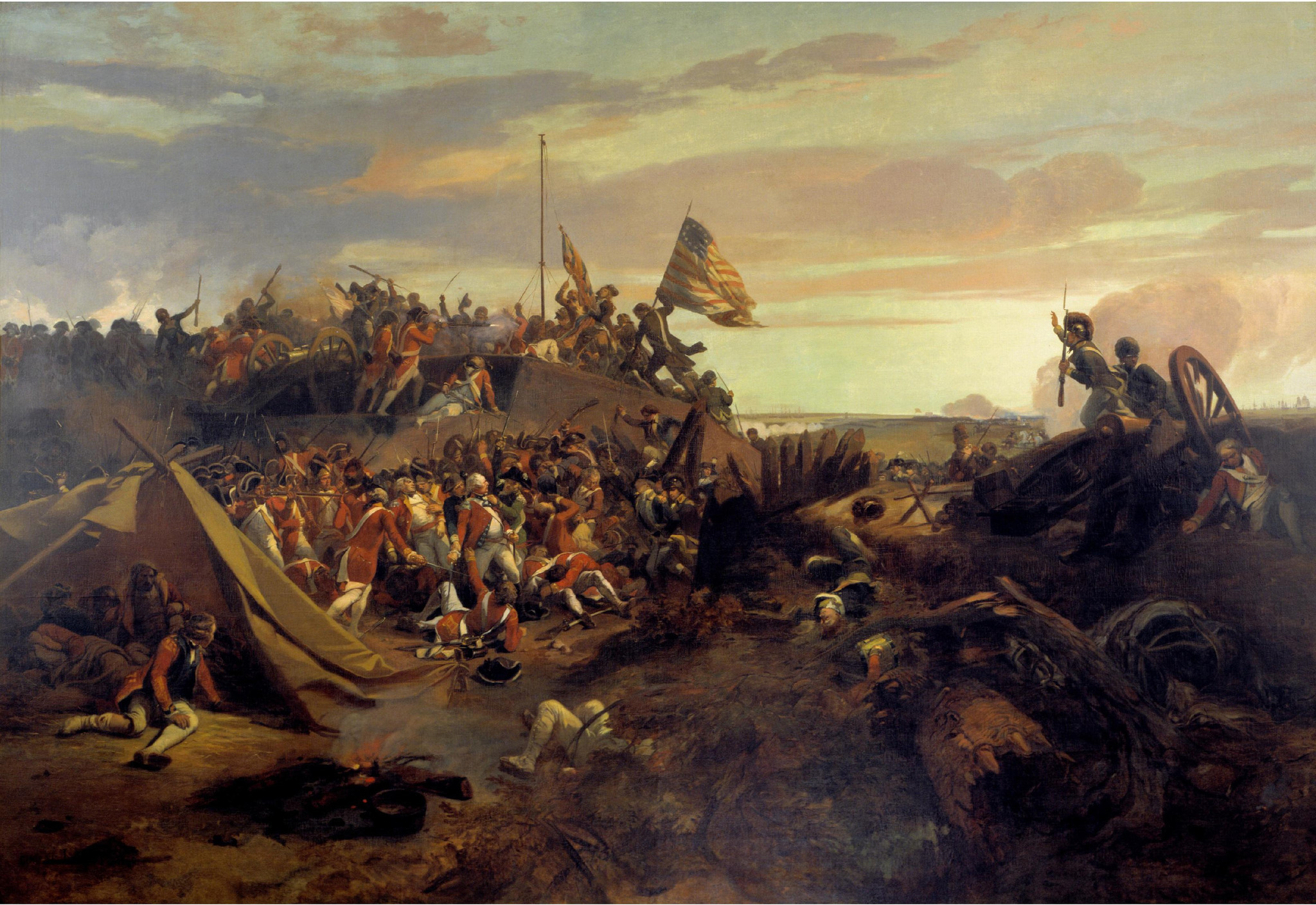
The Storming of Redoubt #10 (Eugene Lami, 1840)

Dieses Bataillon würde Hamilton in der Schlacht von Yorktown anführen. Washington plante nämlich, zusammen mit der alliierten französischen Flotte unter dem Comte de Grasse und dem Comte de Rochambeau, die britische Position in Yorktown unter der Führung von Lord Cornwallis zu erobern und den Unabhängigkeitskrieg mit dieser Schlacht zu gewinnen. Zur Verteidigung hatte Cornwallis zehn Redouten erbaut, die das Angriffsziel der amerikanischen und französischen Angriffe waren. Am 6. Oktober 1781 begannen französische Ingenieure zwei Gräben zu graben, um Cornwallis einzukesseln. Um sie fertigzustellen, mussten die der französisch-amerikanischen Position nächsten Redouten Nummer neun und zehn eingenommen werden. Den Angriff auf die Redoute zehn führte Hamilton erfolgreich an. Auch Redoute neun wurde von französischen Truppen unter dem Comte de Rochambeau eingenommen, worauf Cornwallis kapitulierte. Damit endete der Krieg de facto, de jure aber erst mit dem Vertrag von Paris im Jahre 1783. Im März 1782 gab Hamilton seinen militärischen Posten auf.

### Anwalt und prominenter Bürger (1782–1789)

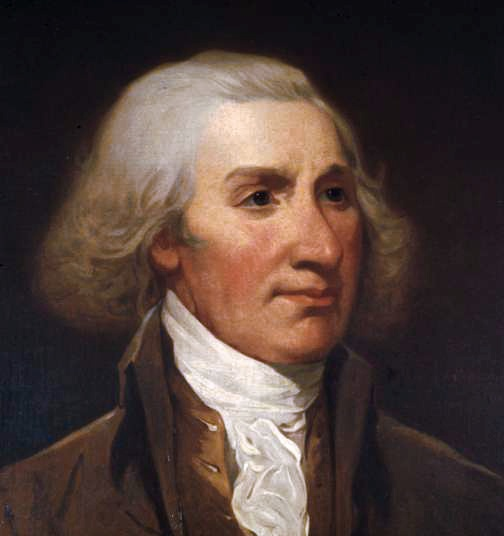
Philip Schuyler (John Trumbull, zeitgenössisch. Kopie durch Jacob H. Lazarus, 1881)

Hamilton wohnte ab dem März 1782 in der Schuyler Mansion, wo er englische Lehrbücher wie William Blackstones Commentaries on the Laws of England nutzend ein Selbststudium der Jura begann. Auch studierte er das Werk von Rechtsphilosophen wie Emer de Vattel. Wie es damals üblich war, verfasste Hamilton selbst ein Band namens Practical Proceedings in the Supreme Court of New York, welches zu einem Standardwerk zur Gesetzgebung New Yorks wurde. Hamilton konnte schon im Juli desselben Jahres sein Examen absolvieren. Eine Petition Aaron Burrs ermöglichte es ihm nämlich, die eigentlich erforderliche Lehre bei einem Anwalt zu überspringen. Auf Grund seiner Arbeit im Kontinentalkongress eröffnete er erst im November des nächsten Jahres eine Anwaltskanzlei in der Wall Street.
Hamilton wurde einer der erfolgreichsten Anwälte in New York, möglicherweise sogar zu dem Erfolgreichsten. Grund dafür waren teils seine Verbindungen zur Schuyler-Familie, aber auch seine Fähigkeiten als Anwalt. Der Richter James Kent bezeichnete ihn z. B. noch 1832 als den besten Anwalt, den er je hörte. Ambrose Spencer verglich Hamiltons Denkfähigkeit mit der des Anwalts und Politikers Daniel Websters und bewertete Hamiltons Kreativität als unermesslich größer. Zusammen mit anderen Anwälten wie Aaron Burr und Kaufmännern wie Melancton Smith repräsentierte er als „Neuer New Yorker“ das boomende New York. Zu seinen Klienten gehörten sowohl einfache Bürger als auch Mitglieder der Elite New Yorks wie Isaac Sears, Laurence Kortright, John Holt und Benjamin Walker.
Bedeutend war Hamiltons Verteidigung ehemaliger Loyalisten, die nach dem Krieg in New York unter Gesetzen wie dem Confiscation Act, dem Citation Act und dem Trespass Act mehr und mehr unterdrückt wurden. Dabei sticht der Fall Rutgers v. Waddington besonders heraus, da Hamilton argumentierte, dass der Trespass Act gegen den Vertrag von Paris und gegen die Verfassung von New York verstoße und deshalb als verfassungswidrig erklärt werden sollte. Dies bezeichnet man als Judicial Review. Außerdem unterstützte Hamilton ehemalige Loyalisten in zwei Essays unter dem Pseudonym Phocion. Dieser war ein antiker athenischer General, der als besonders gnädig gegenüber seinen Feinden galt.
1784 mitbegründete Hamilton die Bank of New York (Heute Bank of New York Mellon), neben der Bank of North America einer der ältesten US-amerikanischen Banken. Die Charter der Bank verfasste er selbst. Er wurde auch Mitbegründer der Society of the Cincinnati, einer Gesellschaft für Offiziere des Unabhängigkeitskriegs. Oft wurde die Gesellschaft als bestenfalls snobistisch und schlimmstenfalls aristokratisch kritisiert. Mit der New York Manumission Society engagierte sich Hamilton im Abolitionismus. Wie bei fast allen seiner Zeitgenossen kann man dies als hypokritisch betrachten. Z. B. ist es möglich, dass er selbst mit Sklaven handelte und welche besaß.

### Kontinentalkongress (1782–1783, 1788)

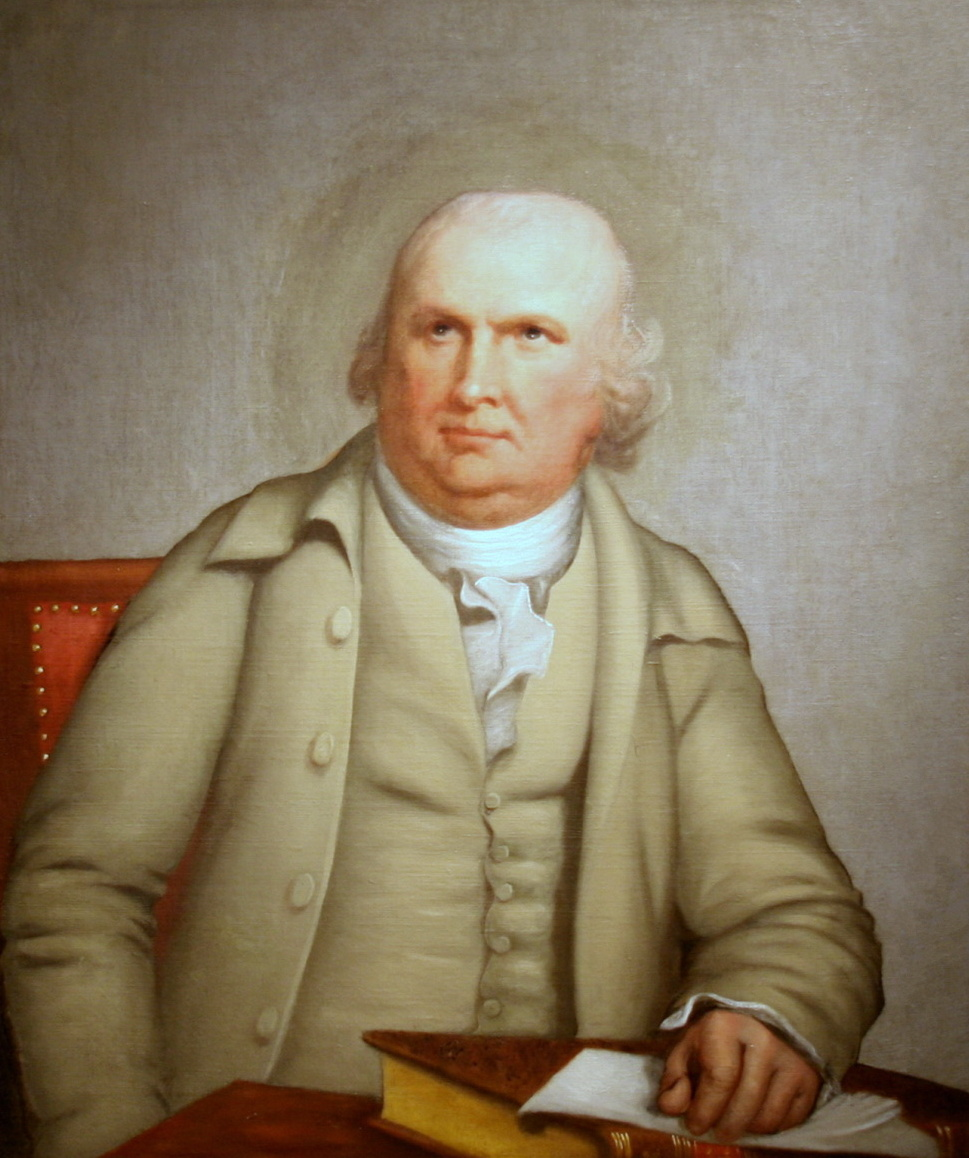
Robert Morris (Robert Edge Pine, ca. 1785)

Die State Legislature von New York ernannte den mit der mächtigen Schuyler-Familie verbündeten Hamilton im Juli 1782 zu einem Abgeordneten im Kontinentalkongress. Er folgte dem politischen Programm, das er schon als Aide-de-camp vertreten hatte, also den Nationalismus. Unter den wenigen aktiven Mitgliedern des Kontinentalkongress fand er Verbündete in Robert Morris, Gouverneur Morris (nicht verwandt) und James Madison, mit denen er Wortführer der Nationalisten wurde. Oft frustrierte Hamilton die Schwäche seiner Position, Reformen durchzusetzen. Ein Beispiel ist der nationalistische Vorschlag, die Konföderationsartikel zu ändern, um einen Zoll von 5 % einzuführen. Obwohl jeder andere Staat zustimmte, konnte der kleine Staat Rhode Island ein Veto gegen den Zoll einlegen und ihn verhindern.
Der zweite Versuch der Nationalisten, einen Zoll zu verabschieden, ging als Newburgh-Verschwörung in die Geschichte ein. Als Offiziere der Kontinentalarmee vorschlugen, ihren fehlenden Sold in einer Pauschale zu bezahlen, versuchten die Nationalisten erfolglos, den Zoll doch noch durchzusetzen. Man bräuchte ihn nämlich, um die Offiziere zu bezahlen. Nachdem die Nationalisten erneut gescheitert waren, wandten sie sich an eine Gruppe junger und radikalisierter Offiziere, deren Führungspersönlichkeit Horatio Gates war. Einer der Offiziere der „Gates-Kabale“, wahrscheinlich John Armstrong, drohte im „Newburgh-Adress“ mit Gewalt, falls die Pauschale nicht bezahlt werde und berief eine Versammlung am 11. März 1783. Hamilton bat Washington, die hungernde Armee anzuführen um Gutes und Ordnung aus der wirren Situation zu kreieren. Washington, der den Auslöser der Unruhen im Kontinentalkongress sah, berief seine eigene Versammlung am 15. März, in der er die Offiziere von Loyalität zum Kontinentalkongress überzeugte. Nach dem Friedensschluss zwischen den Vereinigten Staaten und Großbritannien kollabierte die Partei der Nationalisten, da das Interesse an einer starken Nationalregierung vorerst zusammen mit dem Krieg endete.
Im Januar 1788 wurde er erneut ernannt. Da eine neue Verfassung bald ratifiziert werden würde, hatte Hamilton nur wenig Interesse am Kontinentalkongress. Sein einziges Ziel war es, eine Pension für seinen Freund Baron von Steuben zu verabschieden.

### Mitglied des House of Delegates von New York (1786–1787)
Im April 1786 wurde Hamilton mit 332 Stimmen in das New York House of Delegates gewählt. Er wurde vierter von 16 Kandidaten im New York County. Sein Amt trat er am 12. Januar 1787 an. Zusammen mit seinem Schwiegervater hatte er eine konservative, nationalistische Basis an Kaufmännern in New York und Grundbesitzern in Upstate New York erbaut. Er galt als ein guter Redner, doch konnte er wegen der klaren Mehrheit, die den Gouverneur George Clinton unterstützte, nur wenig Einfluss auf die Gesetzgebung üben. Zu seinen Zielen gehörte die Unterstützung von Loyalisten, der Unabhängigkeit von Vermont von New York und die Durchsetzung der finanziellen Politik, die er schon im Kontinentalkongress angestrebt hatte.

### Verfassungsbildung

#### Annapolis Convention und Shays’ Rebellion (1786)

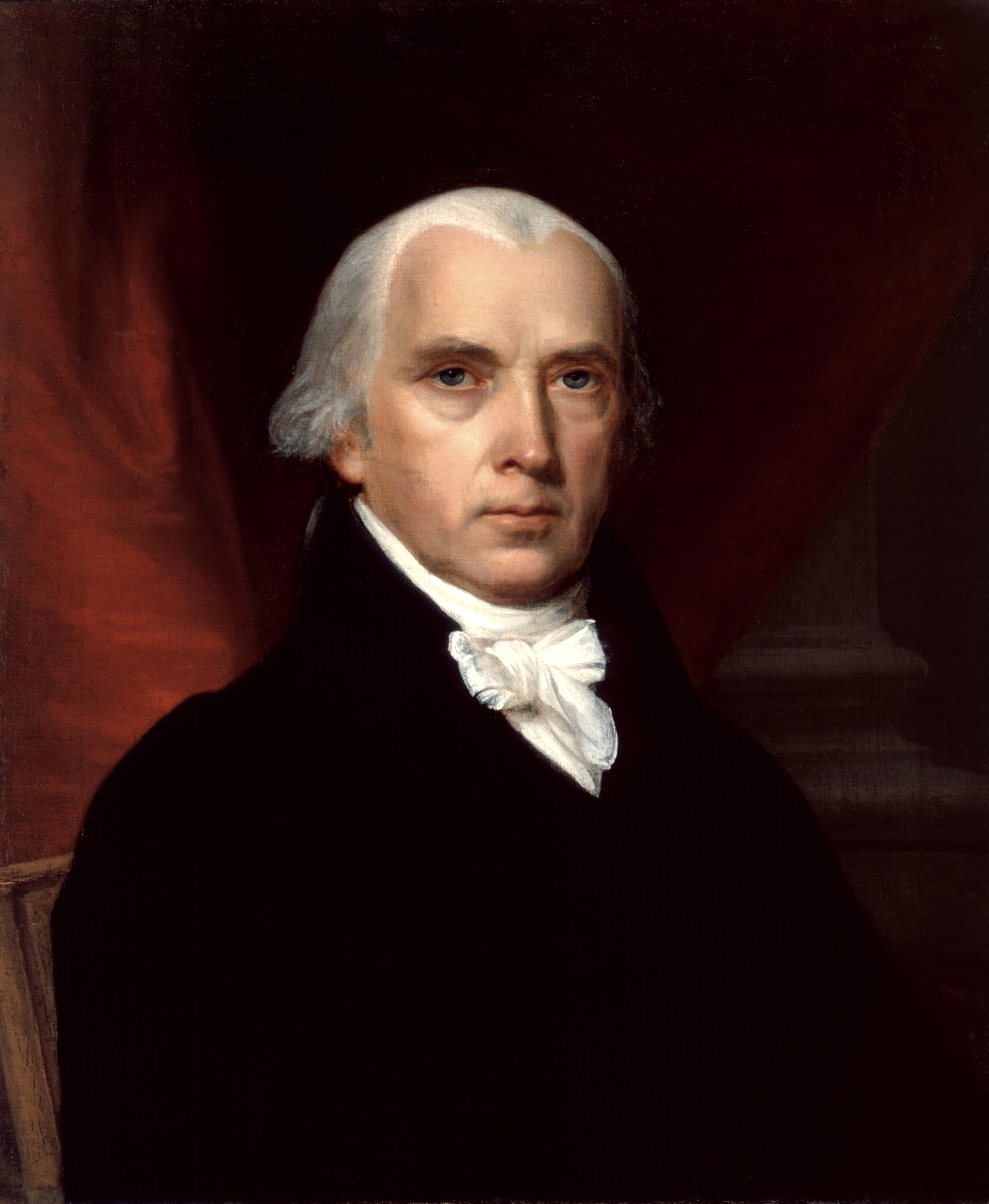
James Madison (John Vanderlyn, 1816)

1786 wurde Hamilton von der New York State Legislature gewählt, zusammen mit fünf anderen, New York in der Annapolis Convention zu repräsentieren. Diese war nach dem Vorbild der Mount Vernon Conference aufgebaut, in der Virginia und Maryland ohne Beistand des Kontinentalkongress einen Handelsdisput um den Potomac River lösten. Zur Annapolis Convention wurden hingegen alle Staaten der Konföderation eingeladen um weitere Dispute zu schlichten. Viele zeigten sich apathisch zum Konvent: Nur 12 Delegierte aus fünf Staaten wohnten dem Konvent bei. Von den sechs New Yorkern, die am Konvent teilnehmen sollten, reisten nur Hamilton und Egbert Benson nach Annapolis. Nicht mal Maryland, in dem Annapolis liegt, sandte Delegierte. Die Delegierten, die in Annapolis trotzdem mitwirkten, waren deshalb ausschließlich Nationalisten, deren Führung John Dickinson, James Madison und Hamilton übernahmen. Das Thema des Konvents war deshalb nicht lediglich die Schlichtung von Disputen zwischen den einzelnen Staaten, sondern die Schwäche des Kontinentalkongresses. Das Ergebnis des Konvents war eine von Hamilton verfasste Schrift, die an alle Staaten und den Kontinentalkongress gesandt wurde. Die Versammelten sahen die Dispute zwischen den Bundesstaaten als Symptome der unter den Konföderationsartikeln schwachen Nationalregierung. Vorgeschlagen wurde ein erneuter Konvent Mai nächsten Jahres in Philadelphia, während dem mögliche Änderungen (englisch: Amendments) zu den Konföderationsartikeln besprochen werden sollten.
Alleine hätte der Konvent möglicherweise nicht viel bewirkt, allerdings brachte die Shays’ Rebellion, eine Rebellion von Bauern in Massachusetts, die strukturellen Schwächen des Kontinentalkongresses zum Vorschein und überzeugte die Staaten und den Kontinentalkongress vom im Annapolis-Konvent vorgeschlagenen Konvent. Hamilton äußerte sich erst später im Federalist-Artikel Nr. 6 über die Revolte. Es wäre kein „Bürgerkrieg“ in Massachusetts ausgebrochen, falls die Bauern nicht hoffnungslos verschuldet gewesen seien. Später führte er auch die hohe Besteuerung durch die Regierung von Massachusetts, die mit den Steuergeldern ihre Schulden zahlen wollte, als Grund für den Aufstand auf.

#### Verfassungskonvent (1787)

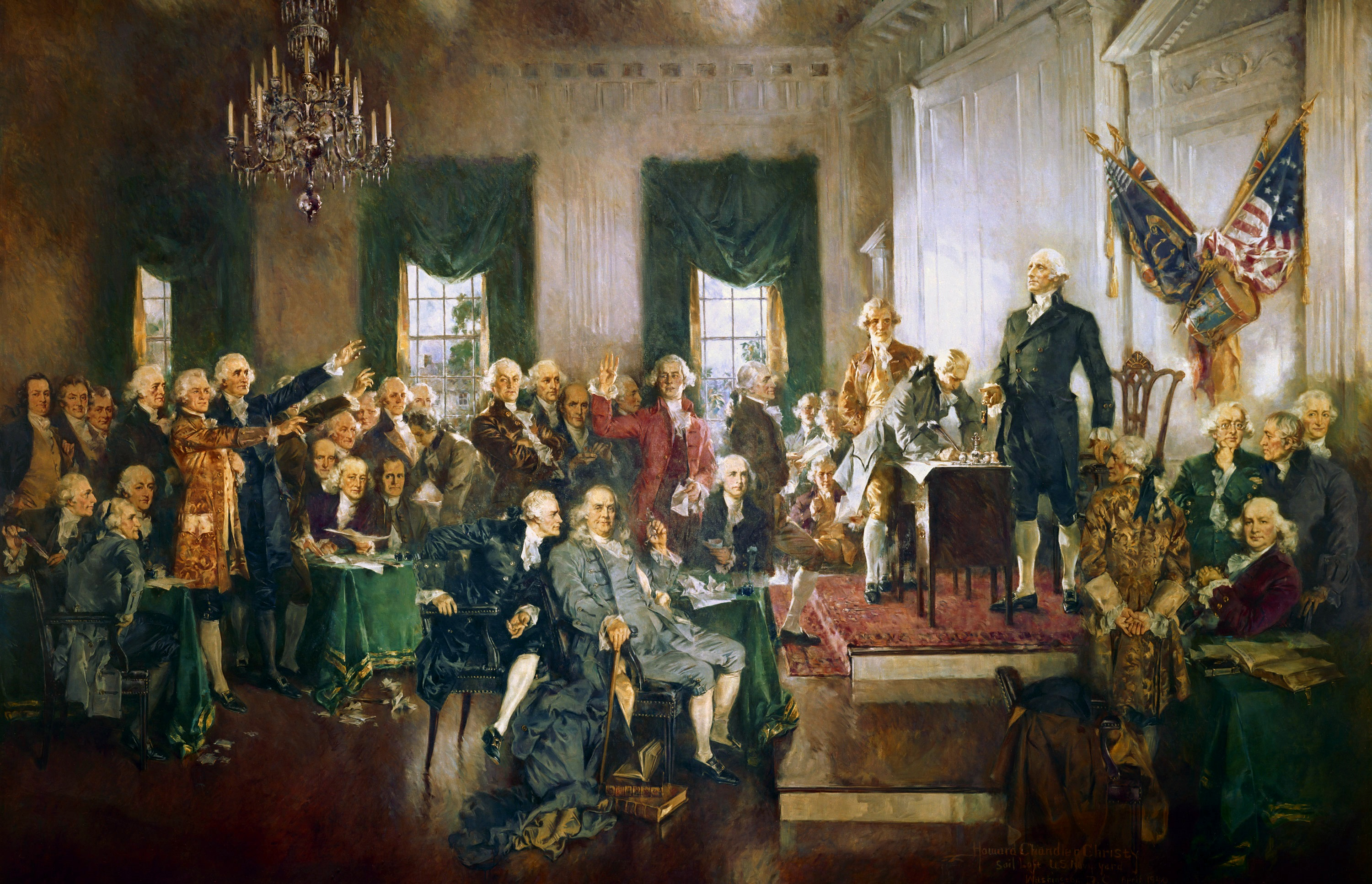
Szene bei der Unterzeichnung der Verfassung der Vereinigten Staaten. Hamilton sitzt mittig und beugt sich zu dem ebenfalls sitzenden Benjamin Franklin. (Historiengemälde von Howard Chandler Christy, 1940)

Statt Änderungen an den Konföderationsartikeln erarbeiteten die Delegierten eine komplett neue Verfassung. Dabei herrschten zwei Konzepte vor: Der Virginia-Plan und der New-Jersey-Plan. Der Virginia-Plan, vorgeschlagen von Edmund Randolph und entworfen größtenteils durch Madison, sah ein Zweikammerparlament vor. Die Sitze der Staaten in der Legislative sollten nach Bevölkerung proportioniert werden. Ein Präsident sollte eine Amtszeit von 7 Jahren erhalten. Der New Jersey-Plan, konzipiert durch William Paterson um die Konföderationsartikel nur zu „korrigieren“, schlug ein unikamerales Parlament vor, in dem alle Staaten gleich repräsentiert werden sollten. Statt einem Präsidenten sollte ein mehrköpfiges Komitee die Nation führen. Generell unterstützten größere Staaten den Virginia-Plan, während kleinere den New Jersey-Plan befürworteten.

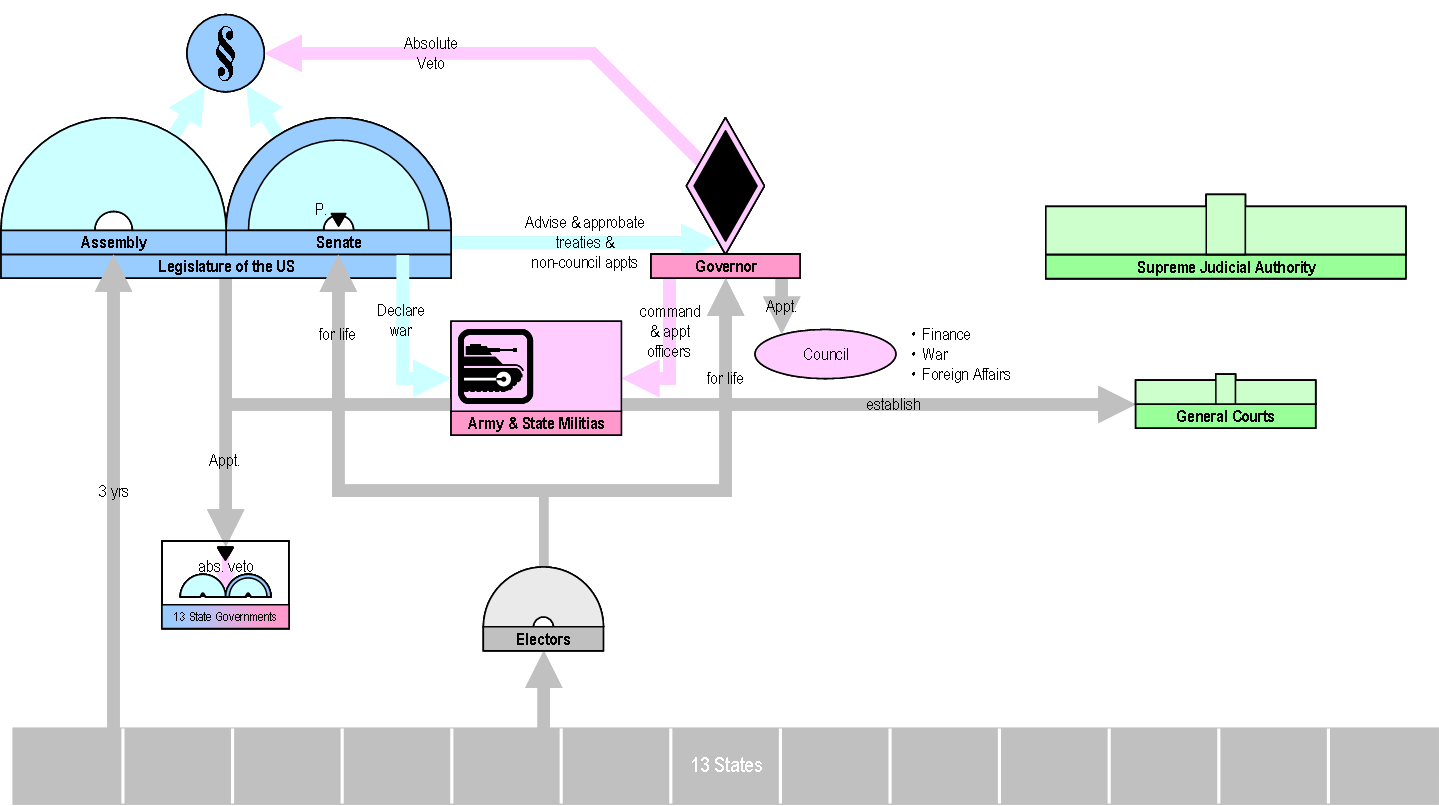
Hamilton-Plan

Die clintonistische Mehrheit in der State Assembly von New York sandte Hamilton zusammen mit den Clintonisten John Lansing und Robert Yates nach Philadelphia. Dort hatten die Staaten jeweils eine Stimme. Hamilton würde von Lansing und Yates immer überstimmt werden; Er konnte mit seiner Stimme den Konvent also nicht verändern. Auch hielt er fast keine Reden. Erst am 18. Juni äußerte er sich in einer fünf- oder sechsstündigen Rede, die eine Alternative zu beiden Plänen bot. Er schlug ein Zweikammerparlament vor, mit einem Oberhaus – Dem Haus der Elite, indirekt durch Grundbesitzer auf Lebenszeit gewählt – und einem Unterhaus – Dem Haus der einfachen Menschen, gewählt durch jeden auf eine Amtszeit von drei Jahren. Die Exekutive würde ein indirekt auf Lebenszeit gewählter Präsident sein, der alle Gouverneure ernennen würde. Beide Posten sollten ein Veto über Gesetze der Legislative halten. Alle Politiker, die auf Lebenszeit gewählt werden würden, sollten vor dem Supreme Court dem Amt enthoben werden können. Hamiltons Rede wurde von den anderen Delegierten gepriesen, aber nicht näher in Betracht gezogen. Zu groß war die Angst vor einem gewählten Monarchen (englisch elective monarch), dem der Leiter der Exekutive zu sehr ähnelte. Hamilton konnte jedoch die Macht der nationalen Regierung zum Diskussionsthema machen. Nach dem Konvent wurde die Rede zum Paradebeispiel für Hamilton als einen autoritären, elitären Monarchisten. Viele Historiker sehen diese Rede eher als ein Versuch, den Virginia-Plan als vergleichsweise moderat erscheinen zu lassen.
Auf die Rede folgten nur gelegentliche Bemerkungen während des Konvents, die oft Verzweiflung über den Verlauf der Konvention ausdrückten. Ab dem 26. Juni pendelte er zwischen New York und Philadelphia. Am 6. Juli verließen die über den Verlauf des Konvents frustrierten Yates und Lansing den Konvent permanent und nahmen damit auch Hamilton seine Stimmkraft, da er ohne sie nicht abstimmen konnte. Während der Verhandlung des Großen Kompromiss war er nicht anwesend. Im Committee of Style and Arrangement glättete er den Stil der Verfassung. Schließlich unterschrieb am 17. September mit den anderen Delegierten die Verfassung.

#### Ratifikation und Federalist Papers (1787–1789)
Nach dem Verfassungskonvent engagierte sich Hamilton in der Ratifizierungsdebatte in New York, die durch einen Federkrieg zwischen Föderalisten und Anti-Föderalisten geprägt wurde. Er initiierte ein Projekt mit John Jay und James Madison, eine föderalistische Essayserie zu verfassen. Sein Freund William Duer verfasste auf seine Anregung zwei Artikel, die jedoch traditionell nicht zu den Federalists gezählt werden. Auch Gouverneur Morris bot Hamilton an, mitzuarbeiten. Aus diesem „Propagandatraktat“, wie es der Hamilton-Biograph Forrest McDonald bezeichnete, gang einer der wichtigsten politischen Schriften des frühen Amerika heraus: Die Federalist Papers, geschrieben unter dem Pseudonym Publius und veröffentlicht in den New Yorker Zeitschriften The Independent Journal, New-York Packet, The New-York Journal und Daily Advertiser. Da Jay aufgrund einer plötzlichen Erkrankung nur fünf Essays schreiben konnte, mussten Madison und Hamilton gemeinsam (Hamilton 51, Madison 29) die anderen 80 Artikel schreiben. Trotz bedeutender Opposition zur Verfassung konnten Föderalisten den Umkreis vom Politiker Melancton Smith überzeugen, die Verfassung anzunehmen.

### Erste Präsidentschaftswahl (1789)

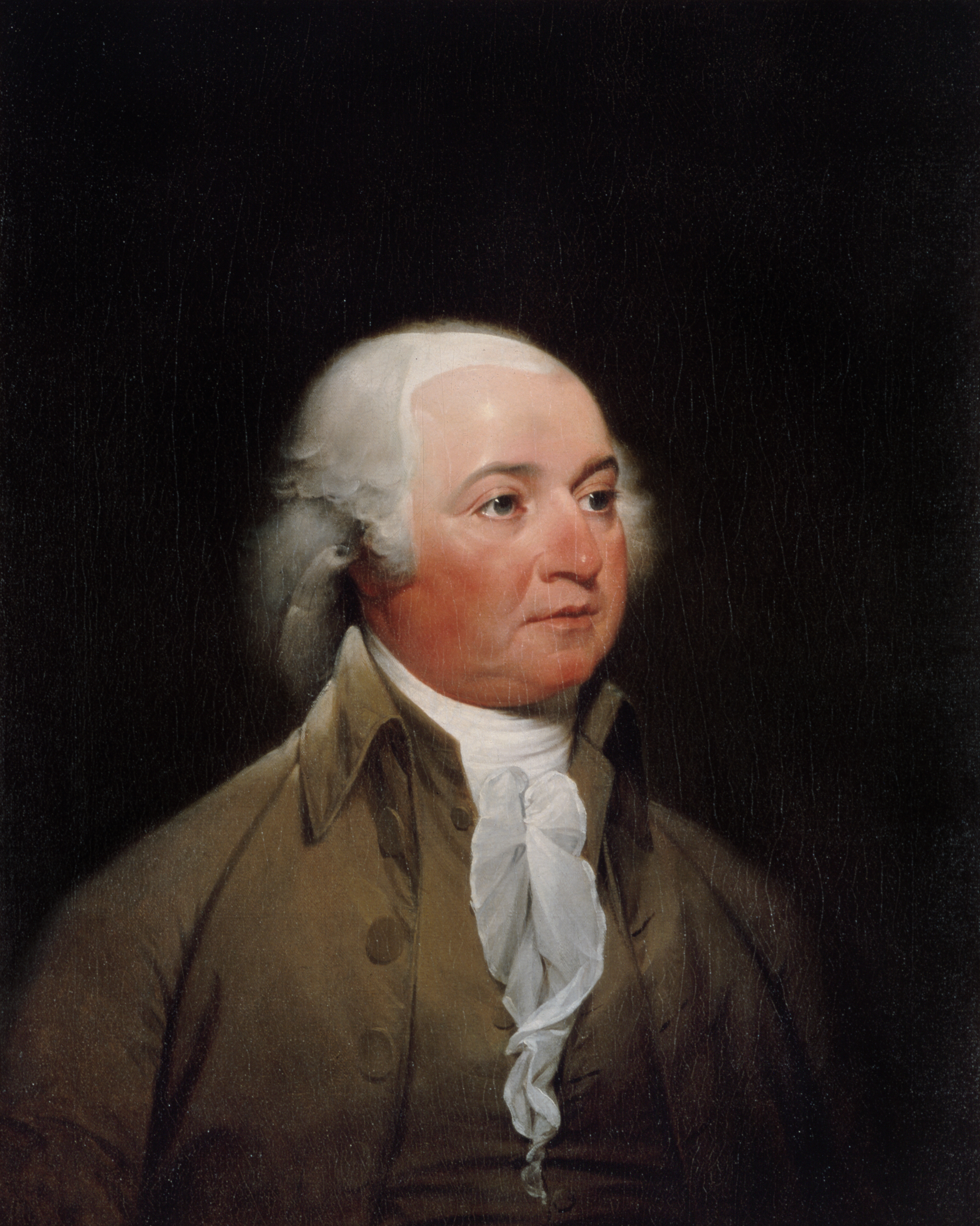
Offizielles Porträt von Adams als Vizepräsident durch John Trumbull zwischen 1792 und 1793.

Die neue Verfassung sah den Posten des Präsidenten vor, für den der populäre Washington prädestiniert war. Die von den Staaten entsandten Wahlmänner sollten zwei Stimmen erhalten. Der Zweitplatzierte, John Adams, wurde Vizepräsident. Hamilton, der den föderalistischen Adams eigentlich unterstützte, hegte die Sorge, dass Adams ein Patt mit Washington erreichen könnte, was eine Peinlichkeit fürs neue Electoral College wäre. Er bat sieben oder acht Wahlmänner, jemand anderen als Adams zu wählen, um dieses Szenario zu vermeiden. Adams missverstand diese Aktion, die er als „dunkle und dreckige Intrige“ (englisch dark and dirty Intrigue) bezeichnete, als Angriff auf ihn. Washington gewann die Wahl einstimmig. John Adams wurde mit 34 von 69 Wahlmännern Vizepräsident.

### Finanzminister (1789–1795)
Ein Kabinett im Sinne einer mehrköpfigen Regierung ist von der Verfassung nur insofern vorgesehen, als dass der Präsident das Recht hat, die höchsten Beamten der einzelnen Ministerien schriftlich um ihren Rat zu bitten. Diese höchsten Beamten waren die Minister. Die Ministerien – Außenministerium, Finanzministerium und Kriegsministerium – mussten erst vom Kongress gegründet werden. Es verlieh dem Finanzminister die zusätzliche Aufgabe, dem Kongress mehrere Berichte, schriftlich oder mündlich, abzugeben. Washington ernannte Hamilton zum Finanzminister, Thomas Jefferson zum Außenminister, Henry Knox zum Kriegsminister und Edmund Randolph zum Attorney General (Der Attorney General war bis 1870, als das Justizministerium gegründet wurde, kein Leiter eines Ministeriums.)
Hamiltons Assistent war anfangs William Duer. Aufgrund seiner riskanten Spekulationen auf dem Finanzmarkt wurde er schon im Frühling 1790 von Tench Coxe ersetzt.

#### Report on Public Credit (1790)

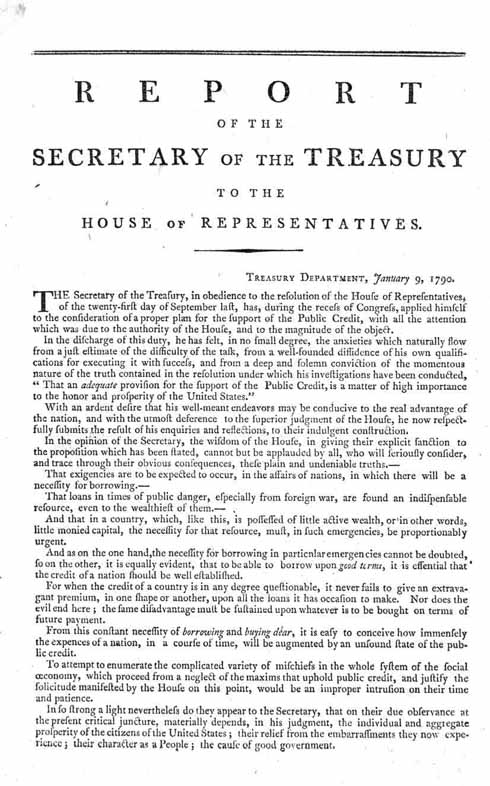
Die erste Seite des „Report on the Public Credit“

Am 21. September 1789 beauftragte der Kongress ihn, bis zur nächsten Sitzung einen Bericht über die Verschuldung des jungen Staates zu verfassen. Diese Verschuldung, sowohl die der Bundesregierung, als auch die der Bundesstaaten, war enorm. Hamilton konnte herausfinden, dass die Nationalregierung 11,7 Mio. $ an ausländische Gläubiger und mehr als 42 Mio. $ an inländische Gläubiger schuldete. Die Bundesstaaten schuldeten gemeinsam 25 Mio. $. Insgesamt schuldete die Nation 79,1 Mio. $. Auch fehlte der jungen Nation Geld. In den Südstaaten wurden sogar Tabakrezepte als Geld genutzt.

##### Inhalt
Hamilton beginnt den Bericht mit der Feststellung, dass Verschuldung in Extremsituationen wie einem Krieg unverzichtbar sei, besonders für eine Nation wie Amerika, die wenig Geld habe. Man müsse aber gute Kredite mit geringen Zinsen aufnehmen, wofür das Vertrauen in die Regierung etabliert werden müsse. Vertrauen in die Regierung könne man etablieren, indem man Verträge hält. Dazu habe jede Nation auch eine moralische Pflicht; Insbesondere Amerika. Die Schulden der USA seien nämlich der „Preis der Freiheit“ (englisch price of liberty), da sie aufgenommen wurden, um die Kosten des Unabhängigkeitskrieges zu zahlen.
Die Etablierung der Schulden, wie er obiges nennt, solle neben der vereinfachten Aufnahme von Niedrigzinskrediten zur Folge haben, dass die Bevölkerung die Staatsschulden als Geld nutzen könnte. Durch die Schaffung neuen Geldes würde der Handel aufblühen. Eine Finanzierung der Schulden, d. h. das regelmäßige Zahlen von Zinsen, sollte ihnen einen angemessenen und stabilen Wert verleihen. Bei dieser Finanzierung sollten Schulden mit ausländischen Gläubigern unter den gleichen Bedingungen wie unter den Konföderationsartikeln ausgehandelt bezahlt werden. Die Schulden im Inland waren jedoch ein umstrittenes Thema. Weit verbreitet war die Position der „discrimination“, d. h., dass Schulden der Nation an die ersten und nicht die jetzigen Gläubiger gezahlt werden sollten. Die ersten Gläubiger waren nämlich oft Veteranen des Unabhängigkeitskrieges, die statt einem Sold Schuldscheine erhielten, die sie wegen fehlendem Vertrauen in der Regierung oder aus schlichter Geldnot an Spekulanten, die unter der Bevölkerung als „Blutsauger“ bekannt waren, verkauften. Hamilton lehnte diesen politischen Vorschlag nach „ernsten Überlegungen“ ab: Es sei eine Vertragsverletzung, die auch dem Vertrauen in der Regierung schaden würde. Den Veteranen wurde ausdrücklich die Möglichkeit gegeben, die Schuldscheine zu verkaufen. Ferner betrachtet Hamilton die Spekulanten als ehrbare Persönlichkeiten, die die Veteranen nicht betrogen hätten, sondern deren Schuldscheine fair abkauften. Auch bezweifelt Hamilton die Verfassungsmäßigkeit der „discrimination“. In Artikel sechs der Verfassung wird nämlich versprochen, dass die Schulden des Konföderationskongresses unter der neuen Verfassung gleich bleiben würden.
Darauf schlägt Hamilton die „Assumption“ vor. Das würde bedeuten, dass die Bundesregierung die Schulden der einzelnen Bundesstaaten aufnehmen würde. Eine Steuererhöhung würde die Maßnahme nicht zur Folge haben; die Bundesregierung würde für die gleichen Schulden so viel Geld brauchen wie die einzelnen Bundesstaaten. Es gäbe sogar steuertechnische Vorteile zum Status quo, während dem die Bundesregierung und die Bundesstaaten um die Ressourcen des Landes kämpfen müssten. Bundesstaaten mit hoher Verschuldung könnten keine hohen Steuern erheben, weil sie sonst einen Exodus in die Staaten mit geringerer Verschuldung und geringeren Steuern riskieren würden. Des Weiteren verleiht die Verfassung nur der Bundesregierung die Macht, Zölle zu erheben. Auch politisch würde die „Assumption“ die Bundesregierung bevorteilen, da Gläubiger damit auf sie angewiesen wären.
Hamilton schlug darauf Methoden vor, mit denen man die vorgeschlagenen Maßnahmen und die schon existierenden Schulden finanzieren könnte. Zuerst legte er dar, dass der Marktzins in den nächsten 20 Jahren auf 4 % sinken müsste. Darauf könnte man günstigere Kredite aufnehmen, mit denen man die alten, teureren Schulden abbezahlen könnte. Hamilton schlug vor, diese Senkung direkt vorzunehmen und die Gläubiger zu entschädigen. Gläubiger konnten die Entschädigung auch ablehnen und stattdessen auf ihre alte Zinsrate bestehen. Außerdem empfiehlt Hamilton, die Zölle auf Tee, Kaffee und Alkohol zu erhöhen. Zuletzt schlägt Hamilton ein „sinking fund“ vor, welches den Zweck hatte, die Preise der Schulden auf einem stabilen Wert zu halten.

##### Umsetzung

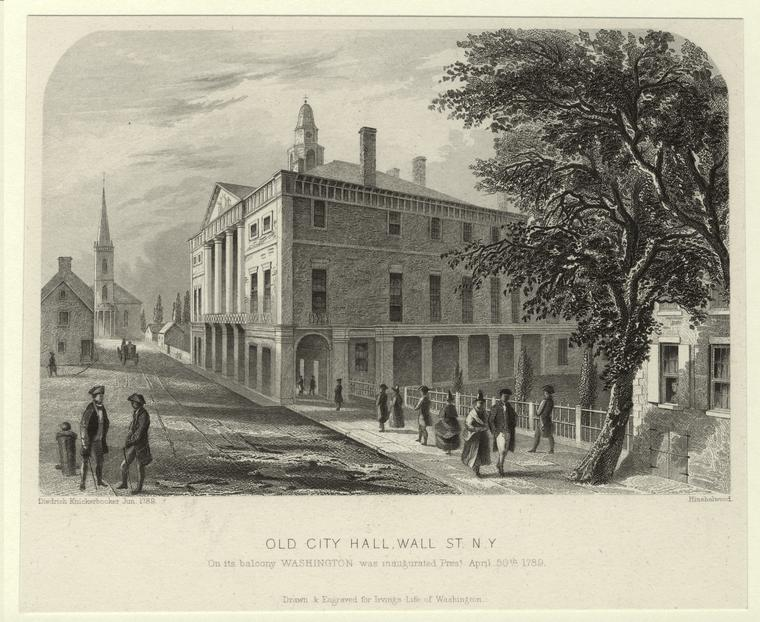
Die Federal Hall (gezeichnet durch Robert Hinschelwood für Washington Irvings Washingtonbiografie) diente während diesen Diskussionen als Kongressstandort

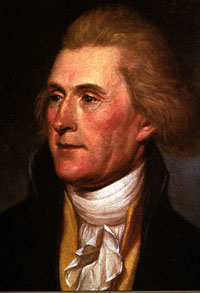
Thomas Jefferson (Charles Willson Peale, 1791)

Der Bericht wurde dem Repräsentantenhaus am 14. Januar vorgelesen. Anfangs wurde ein Vorschlag Madisons, die „discrimination“ einzuführen, besprochen. Er konnte mit 36 gegen 13 Stimmen abgelehnt werden. Hamilton erwartete vom ehemaligen Alliierten eigentlich Unterstützung. Der Bruch überraschte ihn. Chernow zufolge repräsentierte er einen Anfang einer neuen Ära in der politischen Geschichte der USA, in der Gegner und Unterstützer von Hamiltons Politik zwei Lager bildeten.
Nachdem die Diskussionen kurzzeitig von zwei abolitionistischen Petitionen von Quäkern und der Pennsylvania Society for Promoting the Abolition of Slavery, geführt vom greisen Benjamin Franklin, unterbrochen wurden, begann eine Kontroverse um „assumption“. Die Stärkung der schon mit der Verfassung reformierten Regierung durch die Zentralisierung der Schulden war für viele unerfreulich. Südstaatler, welche durch die Petitionen sich an die wachsende Kraft der Abolitionisten erinnert fühlten, fürchteten, dass eine stärkere Regierung ihnen die Sklaven nehmen könnte. Des Weiteren bildete sich eine Front zwischen den Staaten, die einen Großteil ihrer Schulden schon bezahlt hatten und deshalb keine „assumption“ benötigten (beispielsweise Virginia), und Staaten, die noch hoch verschuldet waren und deshalb eine „assumption“ befürworteten (beispielsweise South Carolina). Eine Gruppe um Madison konnte „assumption“ verhindern; Der „funding bill“, wie der Gesetzesentwurf zu Hamiltons Bericht genannt wurde, wurde vom Repräsentantenhaus ohne „assumption“ verabschiedet. Der Senat fügte die Maßnahme wieder hinzu, weshalb es erneut vom Repräsentantenhaus angenommen werden musste, der ihn wieder ablehnte. Die Verhandlungen erreichten einen toten Punkt.
Fast zeitgleich zur Debatte zu Hamiltons Vorschlägen erörterten die Kongressmänner die residence, den Standort der Hauptstadt der jungen Nation. Südstaatler sahen den Platz der Hauptstadt am Potomac, dem Grenzfluss zwischen Virginia und Maryland. Eine nördliche Hauptstadt erweckte in ihnen Ängste vor einem bevorzugten, merkantilen, urbaneren Norden. Zudem betrieben manche prominente südstaatliche Politiker wie Madison oder Richard Henry Lee schon Landspekulationen mit Gebieten am Potomac. Bis die Hauptstadt erbaut wurde – Am Potomac befand sich noch keine Stadt, die als Hauptstadt dienen könnte – müsste die Regierung in einer schon bestehenden Großstadt residieren. Hamilton befürwortete seine Heimatstadt New York, eine Stadt, die Politiker wie Jefferson schon als „Hamiltonopolis“ bezeichneten und mit dem verhassten London verglichen. Eine andere Option war die Hauptstadt Pennsylvaniens Philadelphia.
Diese zwei Themen, die die zweite Sitzung des ersten Kongresses dominierten, boten sich zu einem Kompromiss an. Jefferson beschrieb den Kompromiss in einer 1818 veröffentlichten Memo, der einzigen Primärquelle, wie folgt: Auf Bitten eines niedergeschlagenen Hamilton, der schon einen Rücktritt in Betracht zog, lud Jefferson ihn und Madison zu einem Privattreffen ein, während dem sie sich auf den „Kompromiss von 1790“ einigten: Hamilton würde den Potomac als Regierungssitz und Madison und Jefferson würden „assumption“ durchsetzen. Während Jefferson und Madison die Virginier Alexander White und Richard Bland Lee überzeugten, habe Hamilton mit Robert Morris die pennsylvanischen Abgeordneten überzeugt. Besonders Jacob E. Cooke (1970, 1982) erhebt jedoch Einwand gegen Jeffersons Darstellung: „Weder Madison noch Jefferson trugen die Verantwortung für assumption, und Hamilton konnte nicht eine einzige Stimme für residence erheben“. Abgeordnete aus Pennsylvania hätten schon im Gegenzug dafür, dass Philadelphia die vorübergehende Hauptstadt wurde, vor dem Treffen dem Potomac als Standort der Hauptstadt zugestimmt. „Assumption“ sei durch anderweitige Kompromisse erreicht worden. Am 10. Juli verabschiedete der Kongress den Residence Act und am 26. Juli wurde assumption in den Funding Act aufgenommen.

#### Report on a National Bank (1790/1)

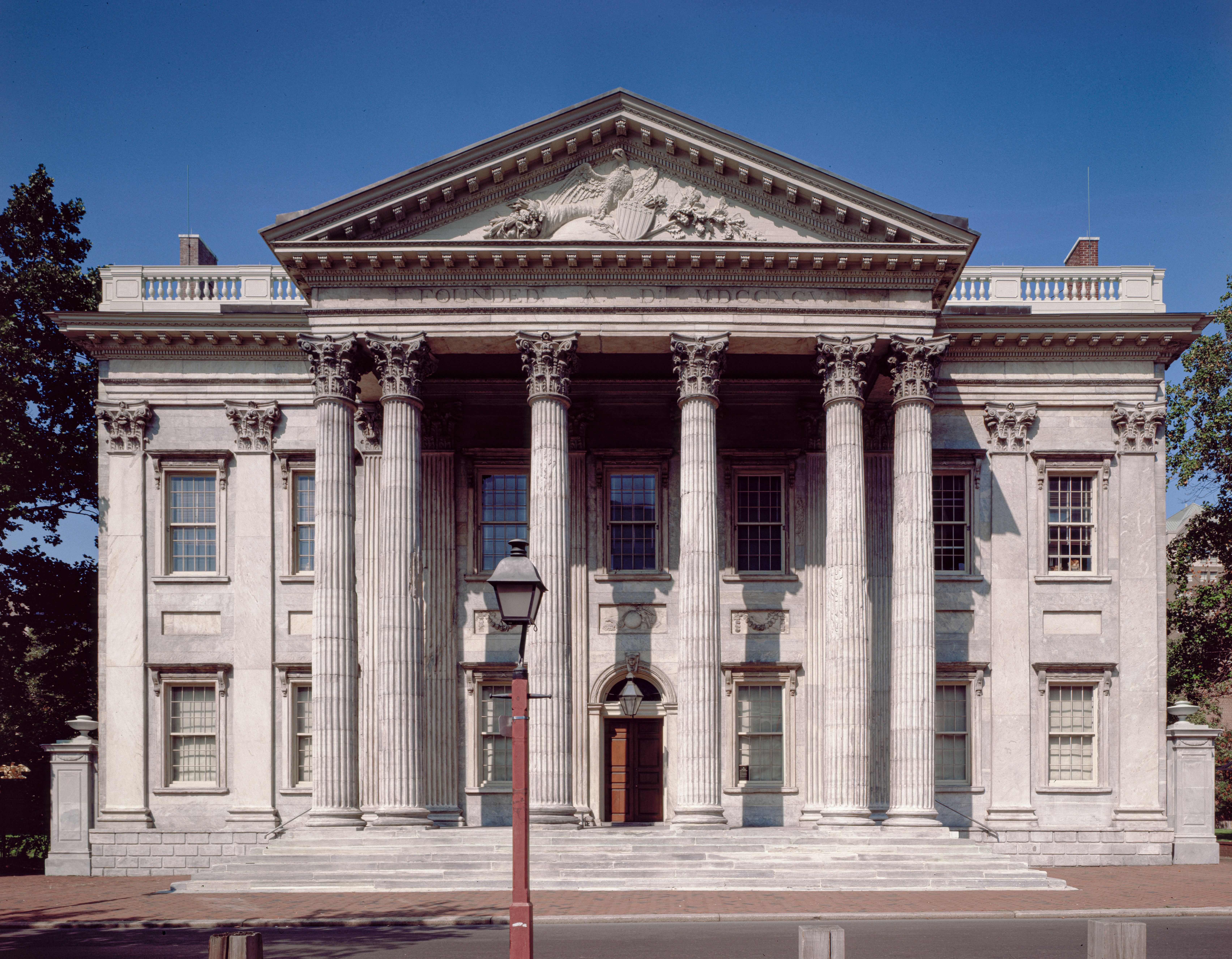
Das Gebäude der National Bank, aufgenommen zwischen 1980 und 2006

Dem erstmals in Philadelphia tagenden Kongress legte Hamilton am 14. Dezember den Report on a National Bank vor. Er schlug vor, eine Nationalbank unter dem Namen Bank of the United States (BUS) zu gründen.
Der Zweck von Hamiltons Nationalbank war zweierlei. Erstens würde die Regierung den „sinking fund“ regulär mit konstanten Zahlungen finanzieren müssen; Zölle – die Haupteinnahmequelle der Regierung – würden jedoch saisonal schwanken, weshalb die Regierung eine Quelle brauchen würde, von der sie regulär Geld leihen könnte. Hamiltons Nationalbank würde diese Rolle füllen. Zweitens würde die Bank in Form von Banknoten der jungen Nation noch mehr Geld verleihen. Papiergeld war jedoch in den USA dank den Kontinental-Dollar als inflationiert verachtet. Hamilton behauptete, dass eine Inflation der Banknoten nicht möglich sei, da in Falle einer Inflation die Besitzer der Banknoten sie einlösen würden, worauf die Bank weniger Banknoten drucken könnte. Die Bank sollte über eine damals kolossale Marktkapitalisierung von 10 Mio. $ verfügen. Davon würde die Regierung nur ein Fünftel kontrollieren, die Bank würde also von US-amerikanischen Privatleuten unter Aufsicht der Regierung geführt werden. Privatleute könnten Aktien hauptsächlich mit Staatsanleihen erwerben. Die Macht der Bank würde durch mehrere Maßnahmen gehemmt und kontrolliert werden: Die Bank würde nur 20 Jahre bestehen und kein Monopol bleiben: Bundesstaaten könnten nämlich weitere Banken gründen. Das Board of Directors würde regelmäßig rotieren. Auch könnte der Finanzminister wöchentlich einen Bericht zum Zustand der Bank einfordern und jederzeit die Geschäftsbücher überprüfen.
Der Zeitgenosse John Marshall, später Chief Justice, sieht in seiner Washington-Biografie in der Diskussion um die Nationalbank die Anfänge des Parteiensystems. Eigentlich verabschiedete der Senat das Gesetz zur Gründung der Bank recht schnell, erst im Repräsentantenhaus begannen Diskussionen, hauptsächlich über die Verfassungsmäßigkeit der Bank. Zwar stimmte das Repräsentantenhaus trotz reger Opposition schon nach zwei Wochen der Bank zu, doch machten die Diskussionen Washington skeptisch. Er zog es in Betracht, wegen eines Verfassungsverstoßes erstmals sein Veto einzusetzen. Bei der Verfassungsmäßigkeit der Bank spielte besonders die Necessary and Proper Clause eine Rolle. Sie verleiht dem Kongress die Macht, Gesetze zu verabschieden, die Necessary and Proper (zu deutsch etwa: Notwendig und Ordentlich) sind. Washington ersuchte den schriftlichen Rat von Randolph und Jefferson, die beide, besonders letzterer, eine engstirnige Interpretation vertraten. Jefferson schrieb, dass die Klausel der Regierung es nur erlaube, unentbehrliche Gesetze zu verabschieden. Washington schickte ihre Texte an Hamilton und bat implizit um eine Refutation dieser, worauf Hamilton eine der bis heute berühmtesten Verteidigungen einer weiten Auslegung der Verfassung schrieb. In Hamiltons Augen würde Jeffersons Interpretation der Klausel die Regierung paralysieren; necessary müsse nicht unentbehrlich bedeuten, könne auch useful, requisite, incidental oder useful or conducive to meinen. Anstelle von Jeffersons Engstirnigkeit formuliert Hamilton im Text die Implied-Powers-Doktrin: Es gäbe in der Verfassung neben den expliziten Mitteln auch implizite Mittel, die für das Erreichen von in der Verfassung erwähnten Zielen nötig sind. Des Weiteren formuliert er ein später übliches Verfahren, die Verfassungsmäßigkeit eines Gesetzes zu entscheiden. Das Gesetz müsse einen Zweck haben, den die Verfassung explizit erwähnt, und Mittel nutzen, die von der Verfassung nicht verboten wurden und klar dem Zweck dienen. Die Bank wäre Mittel für mehrere in der Verfassung explizit erwähnte Zwecke wie dem Eintreiben von Steuern. Die 15000-Wörter lange Abhandlung konnte den Präsidenten überzeugen, der das Gesetz am 25. Februar unterschrieb.

#### Report on the Mint (1791)
Der am 28. Januar 1791 vorgelegte Bericht zur Gründung einer Münzprägeanstalt und zu einer Münzreform gilt als sein wirtschaftlich orthodoxester. Der Dollar sollte auf dem Dezimal-System basieren und bimetallisch sein. Neu war Hamiltons Vorschlag, auch Münzen von niedrigeren Werten wie einem Cent zu prägen, um Armen zu helfen. Mit dem Münzgesetz von 1792 wurden diese Reformen durchgesetzt, die United States Mint wurde kompromissweise dem Außenministerium Jeffersons zugeordnet, da dieser Hamiltons Einfluss und Kompetenzen argwöhnisch gegenüberstand.

#### Report on Manufactures (1792)
Eines der essentiellen Themen des späten 18. Jahrhunderts, die Hamilton konfrontierte, war die anfangende Industrielle Revolution im Königreich Großbritannien. Um zu verhindern, dass die Vereinigten Staaten abgehängt werden würden, unterstützte er die amerikanische Industrialisierung in Form der Industriegesellschaft Society for the Establishing Useful Manufactures (kurz SUM oder SEUM) und dem am 5. Dezember 1791 vorgelegten Report on Manufactures, in dem er argumentiert, dass Industrien hilfreich sind und von der Regierung mit Mitteln wie Schutzzöllen oder Prämien gefördert werden sollten. Den Auftrag erhielt Hamilton vom Kongress schon im Januar 1790 nach einer Rede Washingtons, in der er das Fehlen grundlegender Güter fürs Militär anprangerte. Der Bericht wurde stark von Hamiltons Assistenten Tench Coxe beeinflusst, einem der führenden amerikanischen Befürworter einheimischer Industrien.

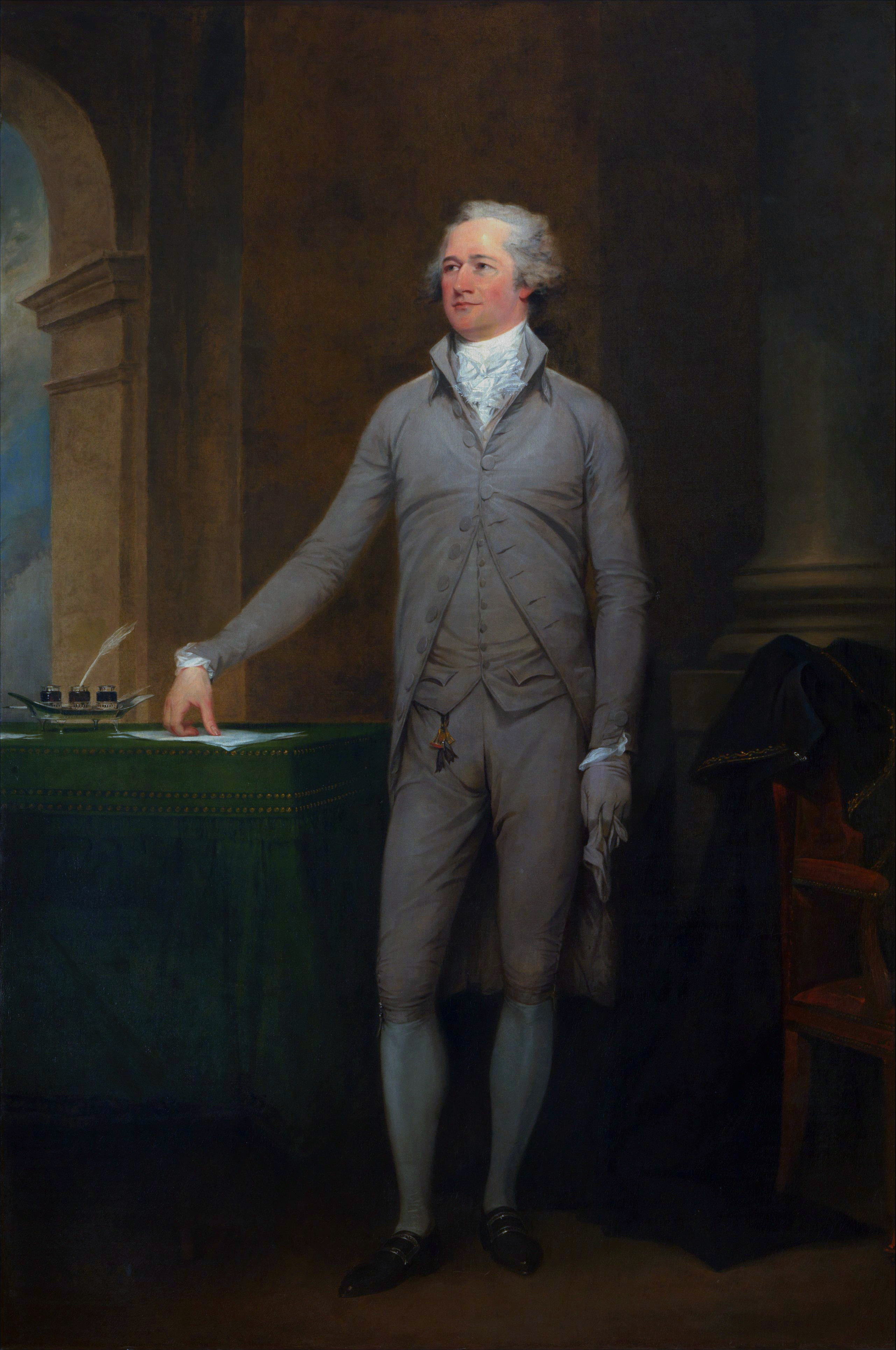
Alexander Hamilton (John Trumbull, 1792)

Hamilton beginnt mit einer Refutation der „respectable patrons of opinions“, die die staatliche Unterstützung von Industrien kritisierten, insbesondere der französischen Physiokraten, die die Agrarkultur als einzig produktive Industrie ansahen, und dem Laissez-faire nach Adam Smith, dem zufolge staatliches Eingreifen der USA durch Schutzzölle in ihre Märkte ihr nur selbst schaden würde. Bei seiner Refutation beider Theorien behauptet er nie, dass Industrie produktiver sei als Agrarkultur, nur dass Agrarkultur nicht unbedingt produktiver als die Industrie sein müsste. Vielmehr fordert er eine Wirtschaft mit sowohl einem Industriesektor als auch einem Agrarsektor. Seiner Meinung nach würde der Agrarsektor von einem größeren Industriesektor sogar profitieren, da dieser einen neuen Markt für Agrarprodukte bieten würde. Mit den sogenannten second best world argument – Man könne nur in einer perfekten Welt, in der andere Mächte auf egoistische Maßnahmen verzichten, Freihandel betreiben – und Infant Industry Argument – Die jungen Industrien der USA müssten vor der schon etablierten Konkurrenz geschützt werden – begründet er jeweils Prämien (englisch Bountys) für Industrielle und Zölle, wobei er einen Fokus auf erstere setzt. Ein weiterer Vorteil der staatlichen Förderung von Industrien war für Hamilton ein moralischer: Die Regierung könne dadurch die Freiheiten und wirtschaftlichen Optionen der Bürger vergrößern, was ihr Erfindungsreichtum fördere. Anschließend setzt sich Hamilton mit einem Argument gegen Industrien auseinander, welches auf das Fehlen von Arbeitskräften und Kapital in den USA verweist. Hamilton gibt zu, dass ersteres ein ernstes Problem sei, doch verweist er auf die vielen Landstriche der USA, die trotz der Auswanderung in die Frontier noch gut bevölkert waren. Des Weiteren könnten Frauen, Kinder und Immigranten das Problem relativieren. Hauptsächlich aufgrund seiner Reformen und ausländischen Investoren, die von den Reformen angezogen wurden, sei letzterer Vorwurf nicht valid. Zuletzt legt Hamilton dar, wie die Regierung Industrien fördern könnte. Wie oben setzt er einen Fokus auf Schutzzölle und Prämien vor. Zölle auf Rohstoffe wolle er verringern.
Die gängige historische Interpretation besagt, dass Hamiltons Bericht auf Seiten des Kongresses kaum beachtet wurde. Die vorgeschlagenen Prämien wurden nicht diskutiert. Allein der Begriff litt unter einem Stigma: Ein Gesetz zu Prämien für Kabeljaufischboote musste, bevor es verabschiedet wurde, das Wort Bounty mit allowance ersetzen. Hamiltons Zollvorschläge waren im Kongress erfolgreicher, genauer wurden sie vom Kongress unter dem Namen Tariff of 1792 umgesetzt. Der Kongress wollte jedoch nicht einheimische Industrien unterstützen, sondern aufgrund einer vernichtenden Niederlage am Wabash River gegen eine Indianerkonföderation Geld für das Militär auftreiben.

#### Panik von 1792

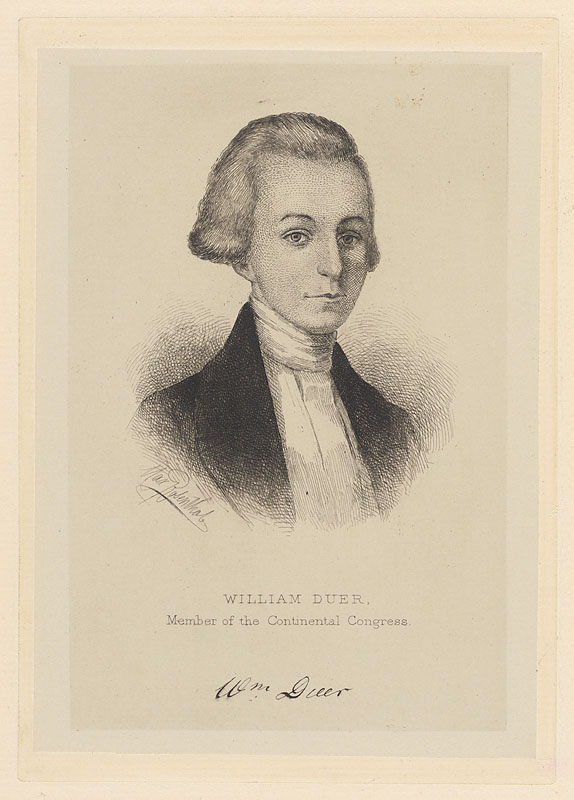
William Duer

Neben der oben angesprochenen vernichtenden Niederlage gegen die Indigenen erschütterte im Frühjahr 1792 eine Finanzkrise die USA, insbesondere New York. Ursprung dieser war eine New Yorker Gruppe um die berühmten Spekulanten William Duer und Alexander Macomb Senior und vieler führenden Mitglieder der SUM, deren Ziel ein immens profitables Cornering des Marktes von Staatsanleihen war, die nötig waren, um Aktien der Bank of the United States zu kaufen. Preise dieser Staatsanleihen erreichten im Januar 1792 einen Höchststand, worauf sie langsam abebbten. Um trotzdem die nötigen Anleihen zu erkaufen, musste Duer sich verschulden, was zusammen mit einer strafrechtlichen Verfolgung aufgrund von Veruntreuung zu seiner Insolvenz im März führte. Diese verursachte wiederum den Kollaps von Wertpapier- und Immobilienpreisen und ein generelles Stocken von Geschäftstätigkeit, die als Panik von 1792 bezeichnet wird.
Zielsetzung von Hamiltons Krisenmanagement war der Schutz des Bankensystems, des US-amerikanischen Handels und die Stabilisierung der Preise. Trotz mehrerer Hilferufe seines Freundes Duer half er weder ihm noch den restlichen „Schurken“. Er riet den Banken vorerst die Sicherung der eigenen Existenz, darauf die sorgsame Ausgabe von Krediten, besonders an Händler, die mit Zöllen die Regierung finanzierten. Mit Versprechungen von Investments aus Amsterdam und dem sinking fund, dessen Einsatz ohne die Stimme Jeffersons autorisiert wurde, stabilisierte er die Wertpapierpreise. Insgesamt war die US-amerikanische Wirtschaft im April stabilisiert. Die Erholung des Finanzmarkts war bis zum Herbst komplett. Das Management der Krise wird mit den Ratschlägen Walter Bagehots 80 Jahre später verglichen.

#### Parteienbildung

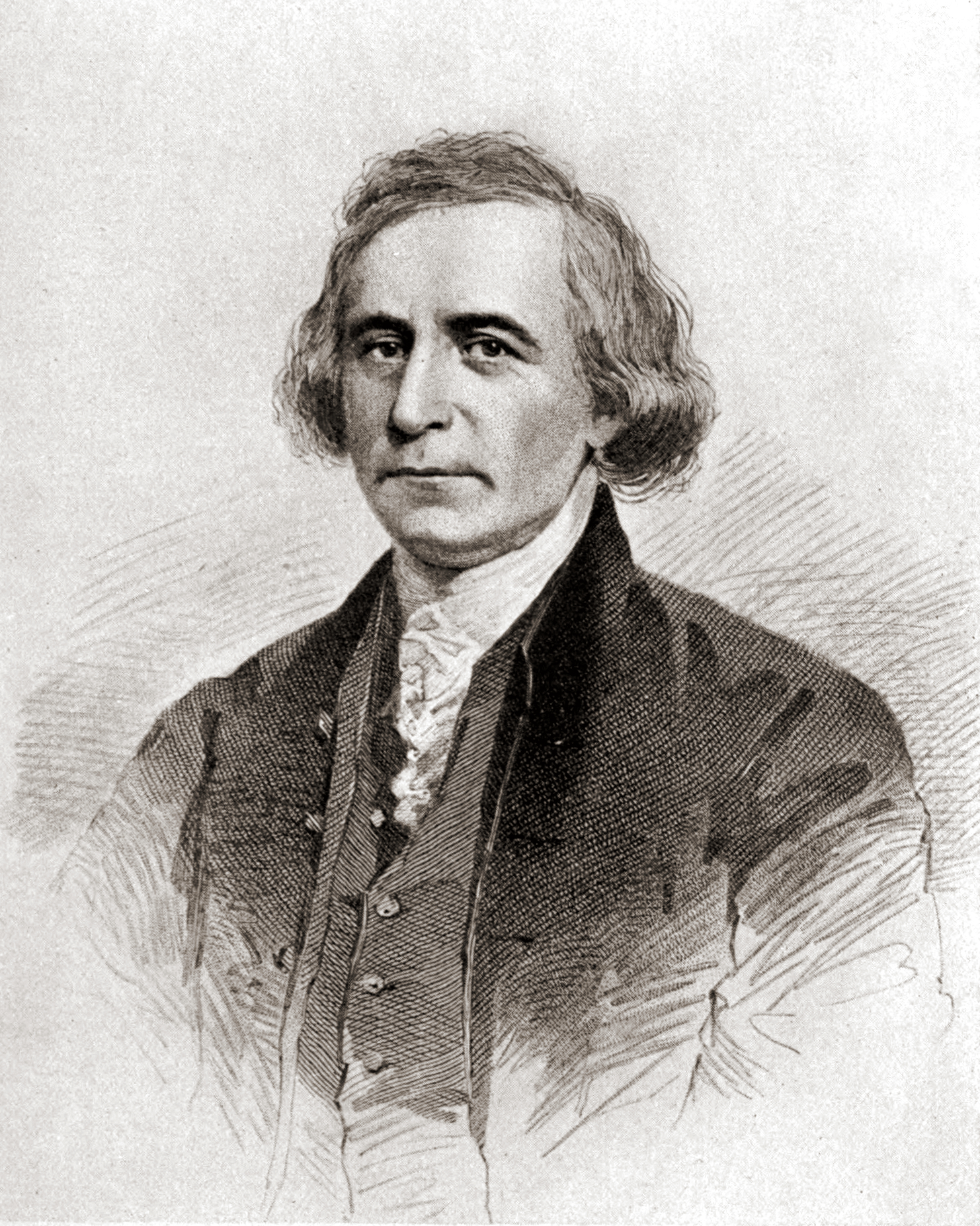
Philip Freneau (Frederick Yalpin, veröffentlicht 1901 in Mary S. Austins Buch Philip Freneau, the poet of the Revolution: A history of his life and times)

Aufgrund von Hamiltons Finanzreformen bildeten sich – trotz der klaren Antipathie der Gründerväter gegenüber ihnen – um 1792 zwei Parteien heraus: Die „Republicans“ um Jefferson und Madison (auch „Jeffersonian Republicans“, später „Democratic Republicans“), hauptsächlich Überbleibsel der Anti-Föderalisten, die 1787 die Verfassung ablehnten, Plantageneliten des Südens und Siedler in der Frontier, und die „Federalists“ um Hamilton, Washington und Adams, hauptsächlich reiche kaufmännische Eliten, die in den großen Küstenstädten residierten und besonders in den Nordstaaten Wahlerfolge erzielen konnten. Begleitet wurde diese Parteienbildung von einer wachsenden persönlichen Feindschaft zwischen Jefferson und Hamilton. Die zwei fundamentalen Themen des First Party System waren die wirtschaftlichen Reformen Hamiltons und die diplomatischen Beziehungen zu Frankreich und Großbritannien, die sich in den Koalitionskriegen bekämpften: Während die Föderalisten das oben beschriebene merkantile „Hamiltonian Financial system“ vertraten und eher Großbritannien unterstützten, forderten die Republikaner eine rurale Republik der Yeomen, die als „Jeffersonian Democracy“ bekannt wurde, und eine Allianz mit dem revolutionären Frankreich. Es ist anzumerken, dass die Republicans und die Federalists keine Parteien im modernen Sinne waren, sondern lose Gruppierungen um einzelne Politiker waren. Druck auf Mitglieder zu machen war nicht möglich.
Ein Symptom dieser Parteienbildung war eine Polarisierung der Medien, die noch explizit parteiisch waren. Es wurde ein dämonisches Bild der jeweiligen Partei entworfen: Föderalisten sollten konterrevolutionäre, monarchistische Plutokraten, Republikaner anarchistische Demagogen sein. Besonders prävalent waren die von den jeweiligen Parteien finanziell unterstützten National Gazette des republikanischen Herausgebers Philip Freneau und die Gazette of the United States des föderalistischen Herausgebers John Fenno. Letzteres Blatt sah seinen Selbstzweck sogar explizit in der Popularisierung der Regierung, von deren Maßnahmen es fast kritiklos berichtete. Nachdem die National Gazette 1793 eingestellt worden war, übernahm die von Benjamin Franklin Bache herausgegebene Aurora die Rolle des republikanischen Parteiblatts. Auch Hamilton selbst schrieb mehrmals unter Pseudonymen wie „An American“, „Anti-Defamer“ oder „A Plain Honest Man“.

#### Außenpolitik
Die Französische Revolution wurde in Amerika nach einer anfänglich enthusiastischen Begrüßung als Nachfolger der eigenen seit Beginn der Schreckensherrschaft kontrovers betrachtet. Beispielhaft ist die Hinrichtung Ludwig XVI., dessen Unterstützung der USA während des Unabhängigkeitskrieges ihm eine eigentlich positive Reputation verlieh: Während Federalists, allen voran Hamilton, in ihr eine Warnung sahen, betitelte sie die Gazette of the United States als große Gerechtigkeit. Nach der Kriegserklärung Frankreichs gegen das Königreich Großbritannien, beide die wichtigsten Handelspartner der USA, rückte das Thema, welche Seite man unterstützen sollte, in den Mittelpunkt. Washington nahm als Präsident klar den Standpunkt der Neutralität an, die er auch in einer Proklamation bekanntgeben wollte, wobei er jedoch den Rat seines Kabinetts einholte. Nach mehreren Tagen hitziger Diskussionen zwischen Jefferson, der sie als Verhandlungsmittel nutzen wollte, und Hamilton, der eine direkte Erklärung bevorzugte, ließ sich Washington von Hamilton überzeugen. Die Neutralität der Vereinigten Staaten wurde am 22. April 1793 proklamiert.

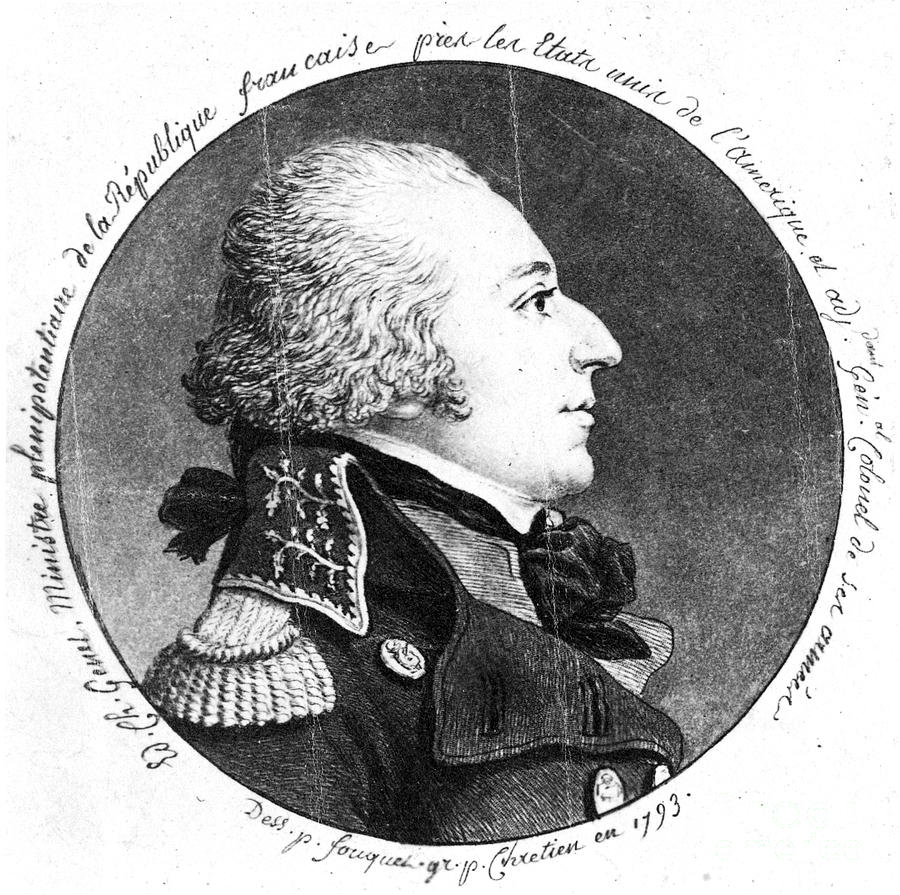
Edmond-Charles Genêt

Hinterfragt wurde die Neutralitätsproklamation schon früh von der republikanischen Opposition. Angefeuert wurde diese vom neu ernannten französischen Botschafter in den USA, Edmond-Charles Genêt, der sich den Gepflogenheiten der französischen Revolutionäre folgend nur als „Bürger“ anreden ließ. Er ist so als Citizen Genêt (englisch) bzw. Citoyen Genêt (französisch) in die Geschichtsschreibung eingegangen. Seine Bestrebungen, die später zu einer diplomatischen Krise führen würden, begannen am 8. April 1793 in Charleston, wo er in tumultartigen Umständen aufgenommen wurde. Schon bald heuerte er amerikanische Matrosen als antibritische Freibeuter an, mit dem Endziel, die Vereinigten Staaten als Ausgangspunkt einer Offensive gegen die kolonialen Besitztümer Großbritanniens und Spaniens zu nutzen. Obwohl er unter der amerikanischen Bevölkerung enthusiastisch aufgenommen wurde, nahm es die Regierung als Affront auf. Beeinflusst durch mehrere Fauxpas Genêts rief die französische Regierung ihn bald zurück; Aus Angst vor einer ihm in Frankreich drohenden Hinrichtung wurde ihm jedoch das Bleiben in den USA erlaubt. Begleitet wurden diese Entwicklungen von fortwährenden Federkriegen, an denen sich auch Hamilton beteiligte, und Kämpfen im Kabinett, die zum Rücktritt Jeffersons Ende 1793 führten.
Trotz der pro-britischen Haltung der amerikanischen Außenpolitik griff die britische Regierung unter William Pitt mehr als 250 amerikanische Handelsschiffe auf dem Weg nach Frankreich an. Dies löste Empörung aus; Es wurde eine Armee mit 20.000 Mann vorbereitet und Hamilton empfahl Handelsposten, sich zu befestigen. Oliver Ellsworth schlug vor, Hamilton als Bevollmächtigten zu entsenden, um einen kriegsverhindernden Vertrag auszuhandeln. Auf Grund der öffentlichen Anfeindungen gegen Hamilton schlug Hamilton selbst erfolgreich vor, statt ihm den obersten Richter John Jay zu entsenden. Nach einer kriegstreiberischen Rede des Gouverneurs von Britisch-Nordamerika Lord Dorchester wurde der Vorschlag von Kongress und Präsident angenommen. Das grobe Ziel Jays entschied sich in einem Treffen der führenden Föderalisten; Dank Hamiltons Einfluss sollte der Jay-Vertrag, wie er später genannt wurde, auch kommerzielle Themen behandeln.

#### Whiskey-Rebellion (1794)

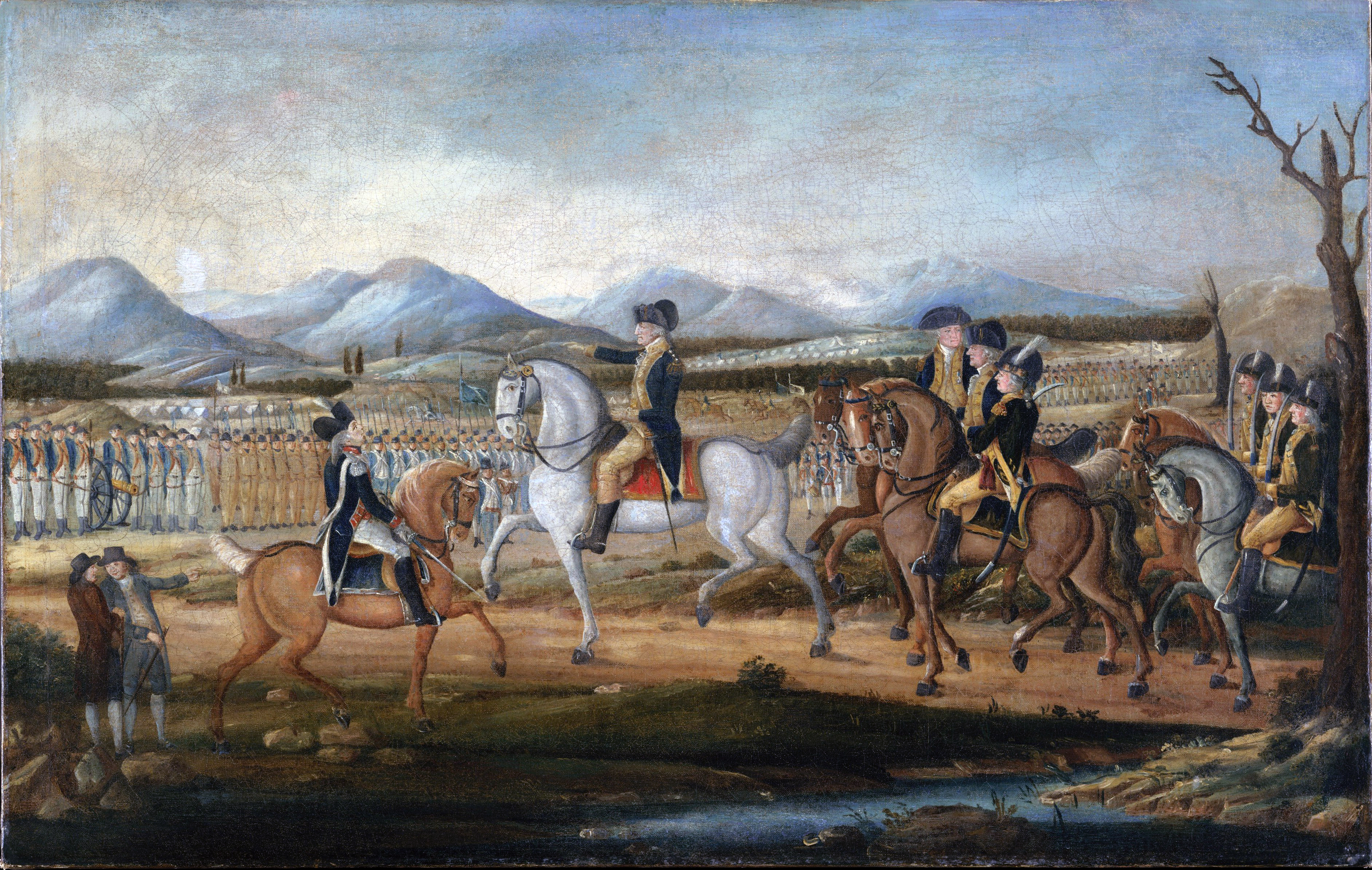
Washington führt seine Truppen nach Pennsylvania (Frederick Kemmelmeyer zugeschrieben, ca. 1795)

Am 13. Dezember schlug Hamilton dem Kongress vor, eine Steuer auf mehrere alkoholische Getränke zu erheben, insbesondere Whiskey. Trotz Protesten aus Pennsylvania, deren Brauereien ein traditioneller Bestandteil der lokalen Kultur waren, verabschiedete der Kongress unter Unterstützung von Madison den Vorschlag.
Schon bald wurden Steuereintreiber in Pennsylvania trotz Steuersenkungen angegriffen. Die Situation eskalierte als 500 bewaffnete Männer das Haus eines Beamten angriffen und mit US-Soldaten kämpften, worauf sich 6000 Rebellen am 1. August 1794 nahe Pittsburgh sammelten. Hamilton forderte, die Rebellion der „Verfassungsfeinde“ niederzuschlagen und sie als Exempel zu nutzen. Nachdem Verhandlungen zwischen beiden Seiten zusammengebrochen waren, schloss sich Washington Hamilton an und stellte den Rebellen das Ultimatum, sich bis zum 1. September aufzulösen. Da das Ultimatum nicht befolgt wurde, führte Washington mit Hamilton ein Heer nach Westpennsylvania. Dort trafen sie auf wenig Widerstand, weshalb Washington bald zur Hauptstadt zurückkehrte. Obwohl republikanische Pressen das Bild eines blutrünstigen, tyrannischen Hamiltons malten, gewannen die Föderalisten aufgrund der blutlosen Unterdrückung der Revolte an Popularität.

#### Rücktritt (1795)
Am 1. Dezember 1794 gab Hamilton bekannt, dass er von seinem Posten als Finanzminister am 31. Januar zurücktreten werde. Sein Entschluss wurde wahrscheinlich von der Fehlgeburt seiner Frau geprägt, die laut ihm von seiner Abwesenheit während der Whiskey-Rebellion ausgelöst wurde. Weitere Gründe waren Burnout und Verschuldung. In einem privaten Brief zu seiner Schwägerin Angelica Schuyler schrieb er, dass er die Finanzen der Nation gesichert hätte und nun sich selbst pflegen wolle.

### Leben nach Ministerschaft

#### Kontroverse um den Jay-Vertrag (1795)

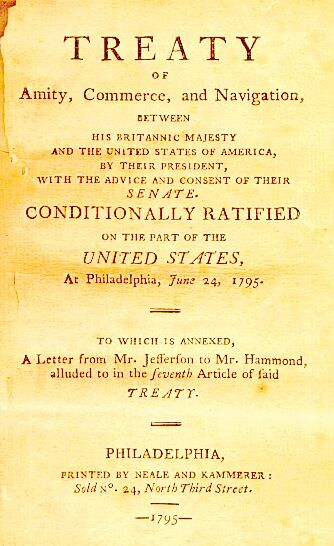
Die erste Seite des Jay-Vertrags

Der am 19. November 1794 unterzeichnete Jay-Vertrag erreichte Amerika am 7. März 1795, allerdings wurden seine Bedingungen vor der Öffentlichkeit zunächst geheim gehalten. Republikaner sahen ihn wegen seiner immensen Zugeständnissen als endgültige Kapitulation gegenüber Großbritannien, doch erreichte er das föderalistische Ziel: Frieden mit Großbritannien. Nach einer Änderung des 12. Artikels wurde er am 24. Juni vom Senat ratifiziert, doch zögerte Washington, den Vertrag zu unterschreiben. Der Leak des Vertrags durch einen republikanischen Senator verursachte einen Skandal; Sogar der eigentlich unantastbare Kriegsheld Washington wurde von Freneau attackiert. Hamilton ergriff unter dem Pseudonym Camillus die Feder und verteidigte in den Defence-Essays in Kollaboration mit Rufus King den Vertrag vor den Angriffen der ihnen zufolge kriegstreiberischen Republikaner. Auch hielt er auf Kundgebungen Reden in Unterstützung des Vertrags. Mehrere Quellen berichten, dass Hamilton nach einer Rede mit Steinen beworfen wurde; Fast hätte er sich mit dem Republikaner James Nicholson duelliert. Obwohl die Bevölkerung klar gegen den Jay-Vertrag war, misslangen die Versuche der Republikaner, ihn zu verhindern. Schlussendlich unterschrieb Washington ihn.

#### Wahl 1796
Oliver Wolcott junior, der neue Finanzminister, Timothy Pickering, der neue Außenminister, James McHenry, der neue Kriegsminister, und auch Washington, der von seinem neuen Kabinett enttäuscht wurde, baten Hamilton oftmals um Rat. Der wahrscheinlich wichtigste Fall folgte der Entscheidung Washingtons, sich nicht zum dritten Mal zur Präsidentschaftswahl zu stellen, was einen Präzedenzfall schuf, der sehr viel später in den 22. Zusatzartikel zur Verfassung der Vereinigten Staaten mündete. Um diese Entscheidung zu erklären, wollte er eine Farewell Adress veröffentlichen, die er Hamilton verfassen ließ. Als Manuskript wurde eine Farewell Adress genutzt, die von Madison am Ende von Washingtons erster Amtszeit verfasst worden war, und ein zusätzlicher Teil über die großen Änderungen auf Gebieten wie z. B. der Außenpolitik, verfasst von Washington selbst, doch forderte Washington eine komplett neue Form. Ziel war ein zeitloses Dokument, das alle Amerikaner inspirieren sollte. Es wurde erstmals am 19. September 1796 in Claypoole’s American Daily Advertiser veröffentlicht, worauf es schnell als politisches Meisterwerk angesehen und weit verbreitet wurde.
Hamilton stellte sich trotz seiner Bedeutung in der Föderalistischen Partei nicht zur Wahl, wahrscheinlich weil seine Kontroversität einen Sieg gefährdet hätte. Statt seiner wurde der ehemalige Vizepräsident Washingtons John Adams als föderalistischer Kandidat nominiert, dessen Vizepräsidentschaftskandidat Thomas Pinckney wurde. Als republikanischer Kandidat wurde Thomas Jefferson mit Aaron Burr als Vizepräsidentschaftskandidat nominiert. Die Möglichkeit, dass sein Erzrivale zum Präsidenten gewählt werden könnte, wollte Hamilton unbedingt verhindern, weshalb er statt des neuenglischen Adams den Südkaroliner Pinckney unterstützte, der mehr Stimmen im Süden gewinnen würde. Da Adams aber immer noch von vielen Föderalisten unterstützt wurde, konnte Hamilton Pinckney nicht direkt unterstützen und schrieb stattdessen mehrere Artikel unter dem Pseudonym Phocion. Diese charakterisierten Jefferson als scheinheiligen Abolitionisten, der gegen seine Überzeugungen Sklaven besitze; auch wurde er beschuldigt, sexuelle Beziehungen mit einer seiner Sklavinnen, Sally Hemings, zu führen. Südliche Sklavenhalter sollten, so Hamiltons Kalkül, Angst bekommen und statt für Jefferson für Pinckney (nicht für Adams, der Abolitionist war) stimmen. Das Konzept ging nicht auf. Adams wurde zum Präsidenten, Jefferson zum Vizepräsidenten gewählt.
Schon von Anfang an war die Beziehung zwischen Hamilton und Adams kühl, zum Teil wegen der Wahl, zum Teil auch aufgrund persönlicher Differenzen. Adams sah Hamilton als hochnäsigen Weiberhelden an, Hamilton sah Adams als Puritaner und als überempfindlich an.

#### Reynolds-Skandal
Im Sommer 1791 entwickelte Hamilton eine sexuelle Beziehung mit Maria Reynolds, die von der Abwesenheit von Hamiltons Frau Eliza profitierte. James Reynolds, der Ehemann Maria Reynolds, betrieb bald Chantage. Es ist bis heute unbekannt, ob Reynolds die sexuelle Beziehung Marias zu Hamilton für diese Chantage eingefädelt hatte. Die Affäre endete im Sommer 1792, als Hamilton sie als eine zu große politische Gefahr ansah.

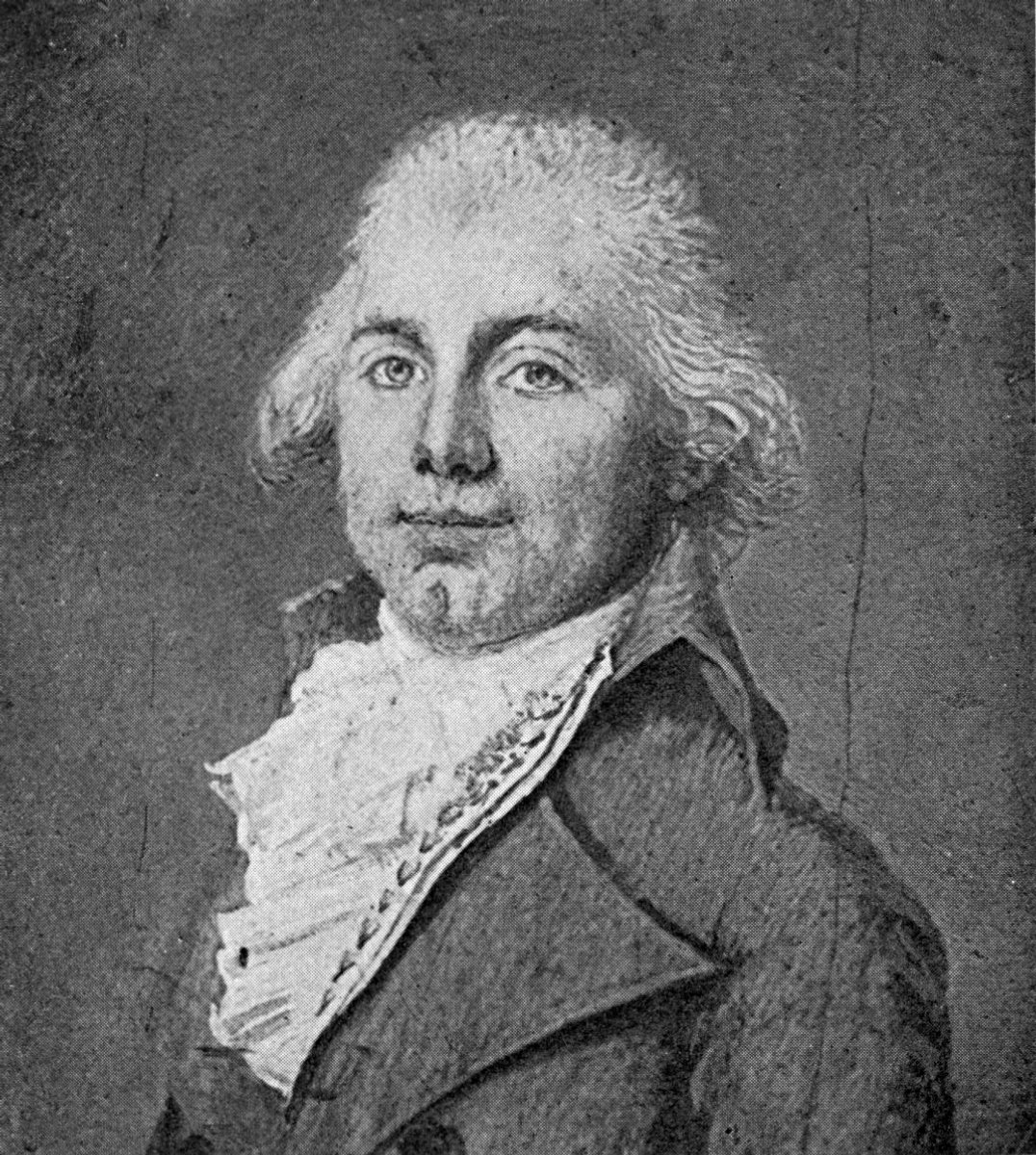
Miniaturmalerei von James Monroe (Louis Semé, 1794)

Die Situation spitzte sich zu, als James Reynolds zusammen mit seinem Freund Jacob Clingman, dem ehemaligen Sekretär Frederick Muhlenbergs, wegen Weitergabe vertraulicher Informationen der Bank verhaftet wurde. Clingman sagte aus, dass Hamilton den Betrug gemeinsam mit ihnen begangen habe, wobei mehrere Briefe Hamiltons an Reynolds als Beweis dienen sollten. Zusammen mit James Monroe und Abraham B. Venable untersuchte Muhlenberg Clingmans Anschuldigungen. James Reynolds deutete seine Chantage gegen Hamilton nur an und forderte eine Freilassung für mehr Informationen, die auch Maria Reynolds nur in unvollständiger Form gab. Als Reynolds aus Philadelphia floh, wurden die Beschuldigungen in den Augen der Ermittler bestätigt. Monroe, Venable und Muhlenberg sahen eine Untersuchung Hamiltons als letzten Schritt vor einer Information des Präsidenten über den Vorfall. Sie konfrontierten ihn am 15. Dezember. Nachdem sie Stillschweigen zugesagt hatten, enthüllte Hamilton seine Affäre mit Maria Reynolds, um die Anschuldigungen zu entkräften.
Im Sommer 1797 veröffentlichte der skandalsuchende Journalist James T. Callender The History of the United States for 1796, in der er (unterstützt durch Papiere von Monroe) behauptete, dass Hamilton mit James Reynolds Betrug betrieben hätte. So wie bei Monroe, Venable und Muhlenberg bewies Hamilton seine Unschuld durch die Enthüllung seiner Affäre mit Maria Reynolds, diesmal in der Öffentlichkeit durch die Flugschrift Observations on Certain Documents Contained in No. V & VI of „The History of the United States for the Year 1796,“ In which the Charge of Speculation Against Alexander Hamilton, Late Secretary of the Treasury, is Fully Refuted. Written by Himself, besser bekannt als Reynolds Pamphlet. Nach der Flugschrift war die Reputation Hamiltons stark geschwächt, doch blieb er eine wichtige politische Figur. Hamilton und auch seine Familie beschuldigte Monroe, der in ihren Augen Rache für seine Abberufung vom Posten des Botschafters in Frankreich gesucht hatte. Diese Beschuldigungen eskalierten fast zu einem Duell, doch wurde dies von Monroes Freund Aaron Burr verhindert.

#### Quasi-Krieg
Nach dem Jay-Vertrag eskalierten die Spannungen mit der Französischen Republik; der amerikanische Botschafter Charles Cotesworth Pinckney wurde aus Frankreich ausgewiesen. Adams und auch Hamilton wollten die diplomatische Beziehung zu Frankreich durch eine Delegation verbessern und gleichzeitig das amerikanische Militär stärken. Die Föderalisten Pinckney und John Marshall wurden, trotz Protesten durch führende Föderalisten, u. a. auch Adams Kabinett, mit dem Republikaner Elbridge Gerry zur Aushandlung eines Vertrags ähnlich dem Jay-Vertrag zur Verhinderung eines Krieges entsandt. Marshall, Pinckney und Gerry kamen im August 1797 an und wurden im Oktober offiziell vom französischen Außenminister Charles-Maurice de Talleyrand-Périgord empfangen. Drei Vertreter der französischen Seite, ursprünglich nur als X, Y und Z bekannt, aber später als Jean-Conrad Hottinguer, Pierre Bellamy und Lucien Hauteval offenbart, forderten enorme Zugeständnisse von den Vereinigten Staaten als Bedingung für die Fortsetzung der Friedensverhandlungen. Die von den französischen Vertretern gestellten Bedingungen beinhalteten 50.000 Pfund Sterling (nach heutiger Kaufkraft 6.990.000 Pfund Sterling), ein 12-Millionen-Dollar-Darlehen (nach heutiger Kaufkraft 305 Mio. Dollar) von den Vereinigten Staaten und ein Bestechungsgeld von 250.000 Dollar an Talleyrand. Auch forderte man eine formelle Entschuldigung von Adams für antifranzösische Äußerungen. Während die Forderungen Marshall und Pinckney empörten, mahnte Gerry zu Geduld. Nachrichten von der Delegation erreichten die Regierung erst am 4. März 1798; die Regierung war schockiert. Als erstes hielt Adams eine Rede an den Kongress, die die Ereignisse beschrieb und militärische Vorbereitungen forderte. Wenig später wurden die Papiere der XYZ-Affäre, wie sie später genannt wurde, auf Betreiben der Republikaner, die erwarteten, dass die Papiere Frankreich in ein besseres Licht rücken würden, veröffentlicht. Unwissentlich spielten sie den Föderalisten, deren Popularität nach der Veröffentlichung der empörenden Papiere stieg, in die Hände.

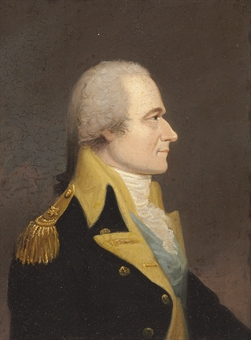
Alexander Hamilton, William J. Weaver

Dank der XYZ-Affäre sahen mehrere Föderalisten, besonders Hamilton, einen Krieg mit Frankreich als ernstzunehmende Möglichkeit, weshalb man eine Armee vorbereitete. Es gingen Gerüchte um, dass Frankreich eine Armee von 50.000 Mann über den Atlantik schicken wolle, um eine Invasion vorzunehmen. Frankreich war außerdem mit seiner Kolonie Louisiana westlicher Nachbar der amerikanischen Republik. Viele erwarteten daher eine Wiederholung des Revolutionskrieges, mit dem ehemaligen Präsidenten Washington im Oberkommando. Jedoch forderte Washington, dass Alexander Hamilton, Charles Cotesworth Pinckney und Henry Knox, möglichst in dieser Reihenfolge, die Befehlskette bilden sollten. Adams wollte aber Pinckney und Knox über Hamilton platzieren, was Washington nicht akzeptierte. Schließlich gab Adams nach, und Hamilton, der schon zum Inspector General ernannt worden war, trat seine Position hinter Washington an, in der Erwartung, dass der kränkliche Ex-Präsident ihm die tatsächliche Führung des Feldzugs überlassen würde. Die Manipulation Washingtons durch Hamilton war einer der Anfänge der späteren Kämpfe zwischen Adams und Hamilton. Als Inspector General erarbeitete Hamilton mit Pinckney, Washington und dem Kriegsminister James McHenry in mehreren Treffen im November und Dezember 1798 die Zusammenstellung der neuen Armee. In diesen Treffen wurden Hamilton große Teile der Entscheidungsmacht überlassen, doch fühlte er eine Machtlosigkeit wie im Unabhängigkeitskrieg; Bürokraten im Kongress stellten zu wenig Mittel bereit, was den einfachen Soldaten unzufrieden machen würde. Hamilton schlug vor, das gesamte französische Gebiet auf der westlichen Seite des Mississippi in amerikanische Hände zu bringen und auch die Spanische Kolonie Florida. Des Weiteren schlug er die Gründung einer Militärakademie vor (die allerdings erst 1802 durch Präsident Jefferson als United States Military Academy erfolgte). Verdächtigt wurde er, die Armee auch zur Einschüchterung der republikanischen Opposition missbrauchen zu wollen, zumal der Marsch nach Süden durch Virginia geführt hätte. Er solle sogar beabsichtigt haben, anschließend noch das spanische Mexiko und ganz Zentralamerika zu erobern. Folglich nannten Republikaner und auch Adams, die seine Vorschläge als sehr militaristisch und machiavellistisch bewerteten, ihn abwertend Bonaparte oder auch Little Mars. (Ironischerweise sollten Jahre später Hamiltons Expansionsziele friedlich auf dem Vertragswege erreicht werden, und zwar ausgerechnet durch seinen schärfsten Rivalen Jefferson, mit dem Louisiana Purchase von 1803, während den ebenfalls geplanten Erwerb Floridas erst Adams’ Sohn John Quincy Adams, mit dem Adams-Onís-Vertrag von 1819, erreichte; die von Jefferson angestrebte Annexion Kubas hingegen unterblieb und die im Krieg von 1812 versuchte Eroberung Kanadas scheiterte. Jefferson war es schließlich auch, der gegen seine öffentlich verlautbarte Überzeugung und ganz in Hamiltons Sinne die Zentralregierung stärkte.)
Die Streitigkeiten zwischen Republikanern und Föderalisten eskalierten nach der XYZ-Affäre. Die Föderalisten nutzten ihre Mehrheit im Kongress aus, um sich durch die Alien and Sedition Acts einen Vorteil zu verschaffen. Diese verboten die Veröffentlichung falscher, skandalträchtiger oder boshafter Schriften über die Regierung, doch wurde dies fast nur genutzt, um republikanische Verleger zu verfolgen. Es handelte sich um eine drastische Einschränkung der Pressefreiheit. Wegen der Angriffe auf ihn u. a. durch Callendar unterstützte Hamilton das Gesetz und nutzte es, um David Frothingham verhaften zu lassen. Vorhersehbarerweise empörten die Alien and Sedition Acts die Republikaner, die sie mit den Kentucky and Virginia Resolutions in den State Legislatures von Kentucky und Virginia angriffen. Zuerst wurde das Gesetz, das von Madison verfasst worden war, am 16. November 1798 in Kentucky angenommen; das Gesetz in Virginia, das von Jefferson geschrieben worden war, wurde erst am 24. Dezember angenommen. Die Föderalisten sahen diese als schockierend an.
Frankreich versuchte, sich den USA anzunähern, um einen Krieg zu vermeiden, was Adams mit der Nominierung von William Vans Murray als Botschafter in Frankreich akzeptierte. Die Entscheidung Adams, es nicht zu einem unberechenbaren Krieg kommen zu lassen, überraschte beide politische Parteien und besiegelte Adams politisches Schicksal. Führende Föderalisten, auch aus Adams Kabinett, und vor allem Hamilton, der die Bedrohung durch Frankreich als Begründung für seine Armee (und weitreichenden Eroberungspläne) brauchte, zeigten sich schockiert. Zwar einigte sich die Föderalistische Partei, den Chief Justice Oliver Ellsworth und den Gouverneur North Carolinas William Davie zusammen mit Vans Murray zu senden, doch bewirkte dieser innenparteiische Streit die politische Trennung zwischen Adams und Hamilton. Am 15. Oktober 1800 hielt Adams ein letztes Treffen mit seinem Kabinett über die Botschaft, worauf er am nächsten Tag die Abreise von Vans Murray, Ellsworth und Davie im frühen November befahl. Darauf versuchte Hamilton ein letztes Mal, Adams von der Bedeutung einer Armee zur Verteidigung gegen Frankreich zu überzeugen, doch wies Adams die Idee zurück, dass Frankreich eine akute Bedrohung darstelle, was auch Washington selbst als wenig wahrscheinlich ansah. Dieses Treffen bedeutete den endgültigen Bruch Adams mit Hamilton. Als Washington über Hamiltons weitreichende Pläne informiert wurde, zeigte er sich schockiert und beschloss, sich zukünftig aus der Politik herauszuhalten. Nur wenig später besiegelte der Tod Washingtons das Ende der Armee, die trotz der durch Hamilton aufgebauten Qualität Mitte Juni 1800 demobilisiert wurde.

#### Wahl 1800

Verteilung der Wahlmänner auf Bundesstaaten und Parteien

Als wahlentscheidener Swing State galt Hamiltons Wirkungsort New York in der Präsidentschaftswahl als besonders wichtig, doch wählte dort nur die von Föderalisten kontrollierte State Legislature, welche jedoch am 1. Mai neu gewählt wurde. Die Republikaner, durch den Vizepräsidentschaftskandidaten Aaron Burr organisiert, betrieben einen energischen Wahlkampf, den die durch Hamilton angeführten Föderalisten nicht übertreffen konnten; die Republikaner erreichten einen Erdrutschsieg, durch den Adams eine zweite Amtszeit verwehrt blieb. Mit Jefferson als Nachfolger begann die Epoche der sogenannten Virginia dynasty, welche durch seine beiden engsten Mitarbeiter und späteren Nachfolger Madison und Monroe fortgesetzt wurde. Möglicherweise wegen dieser Niederlage feuerte Adams kurz darauf seine Minister, die er als hamiltonistische Verräter sah, verbunden mit persönlichen Angriffen auf Hamilton.
Am 1. August 1800 schrieb Hamilton einen angreifenden Brief an Adams, den er wegen einer fehlenden Antwort von Adams am 1. Oktober erneuerte. Wieder beantwortete Adams den Brief nicht. Wie bei der Präsidentschaftswahl 1796 unterstützte Hamilton eigentlich den Vizepräsidentschaftskandidaten, diesmal Charles Cotesworth Pinckney. Die Hoch-Föderalisten, wie die Unterstützer von Hamilton genannt wurden, erwarteten einen kritischen offenen Brief an Adams, welcher Föderalisten von der Wahl für Adams abhalten und für eine Wahl Pinckneys gewinnen sollte. Zugleich wurde aber befürchtet, dass ein solcher Brief nur die Risse in der Föderalistischen Partei vergrößern würde. Der Brief, betitelt Letter from Alexander Hamilton, Concerning the Public Conduct and Character of John Adams, Esq. President of the United States, bestätigte die Befürchtungen: Er stellte Adams als paranoiden Verrückten dar, rief aber trotzdem zu seiner Wahl auf, um einen Sieg Jeffersons zu verhindern. Die Kritik am Brief war aber so stark, dass selbst Hoch-Föderalisten sich von Hamilton distanzierten. Ein Einfluss auf die Wahl ist bezweifelbar.
Jefferson und Burr, den die republikanische Partei auf Grund seines Erfolges in den New Yorker Wahlen zum Vizepräsidentschaftskandidaten ernannte, erhielten beide 73 Stimmen, in welchem Falle das Repräsentantenhaus die Wahl entscheiden müsste. Zwar hatten die Republikaner in der Wahl das Repräsentantenhaus gewonnen, doch übernahmen sie es erst im Januar, weshalb die Föderalisten das Repräsentantenhaus in einer Lame-Duck-Session kontrollierten. Sie wollten für Burr stimmen, doch weil jeder Staat einzeln wählen und man eine Mehrheit von neun Stimmen zum Sieg brauchen würde, bestand im Repräsentantenhaus ein Patt von acht Stimmen für Jefferson gegen sechs Stimmen für Burr, mit zwei Enthaltungen. Anders als viele Föderalisten sah Hamilton Burr sehr kritisch, weshalb er die Föderalisten von seiner Wahl abbringen wollte. Die beiden einstigen Offiziere kannten sich seit langem und hatten als Rechtsanwälte in New York oft vor Gericht gegeneinander gestanden, allerdings bei der Gründung der „Manhattan Company“ zum Bau neuer Frischwasserleitungen 1799 auch zusammengearbeitet. Erst nach 35 Wahlgängen trugen Hamiltons Bemühungen Früchte: Das Repräsentantenhaus entschied sich mit zehn Stimmen für Jefferson bei fünf Stimmen für Burr, mit einer Enthaltung. Jefferson und Burr wurden am 4. Juni 1801 als Präsident und Vizepräsident inauguriert.
Nach der Wahl von Jefferson zog sich Hamilton von der nationalen Ebene auf die regionale und juristische Ebene zurück. Er konzentrierte sich auch auf seine Familie, für die er von 1800 bis 1802 den Besitz Grange bauen ließ. Auf Einfluss seines Finanzministers Albert Gallatin behielt Jefferson Hamiltons Finanzplan, jedoch wollte er mehrere Nominierungen Adams zu Richterpositionen aufheben, was zum Gerichtsfall Marbury v. Madison führte. Um sich in New York eine Plattform gegen Jefferson zu schaffen, gründete Hamilton mit einigen Investoren aus den Reihen der Föderalisten die New-York Evening Post, deren Editor William Coleman wurde.

#### Tod von Philip Hamilton

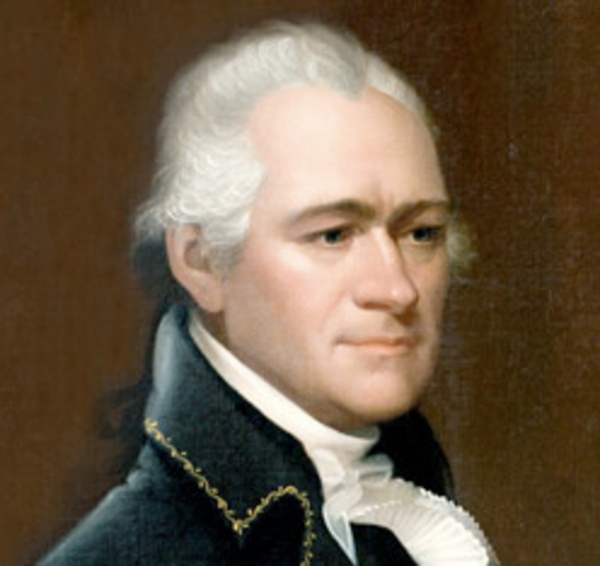
Alexander Hamilton, Ezra Ames 1802

Philip Hamilton, in den sein Vater große Erwartungen steckte, lieferte sich am 22. November 1801 ein Duell mit dem republikanischen Anwalt George Eacker, der Alexander Hamilton kritisiert hatte. Ihm wurde von seinem Vater empfohlen, seinen Schuss nicht oder in die Luft zu feuern. Getreu diesem Rat schoss Philip Hamilton zuerst nicht, doch tötete ihn Eacker. Der Tod seines Sohnes traf Hamilton sehr, er trauerte monatelang und konnte erst nach vier Monaten auf Beileidsbekundungen antworten. Beeinflusst davon und, wie ihm unterstellt wurde, vom Atheismus der Französischen Revolution und dem Deismus Jeffersons, wandte er sich wieder dem Christentum zu.

#### Rückkehr zur Anwaltspraxis
Hamiltons Anwaltspraxis litt unter seiner Beschäftigung als Inspector General, da Klienten, trotz seiner Qualität als Anwalt, Anwälte mit mehr Zeit bevorzugten. Nach der Auflösung der Armee konnte er aber seiner Anwaltspraxis mehr Zeit widmen. Noch vor der Wahl in New York verteidigte er zusammen mit Aaron Burr im aufsehenerregenden Mordfall People v. Weeks erfolgreich Levi Weeks, dem vorgeworfen wurde, seine Verlobte ermordet zu haben. Mehrmals verteidigte Hamilton föderalistische Verleger, die aufgrund des Regierungswechsels verfolgt wurden. Vorzuheben ist der Fall People v. Croswell, wo er den föderalistischen Verleger Harry Croswell im Januar 1803 gegen eine Anklage wegen Diffamierung verteidigte. Hier argumentierte er, dass auch die Wahrheit der diffamierenden Aussagen in Betracht gezogen werden müsse, was der Richter Morgan Lewis jedoch ablehnte. Mitte Februar 1804 forderte er vor dem Obersten Gerichtshof von New York einen erneuten Prozess für Croswell, was ungeachtet der Stärke von Hamiltons Argument abgelehnt wurde.

#### Tod

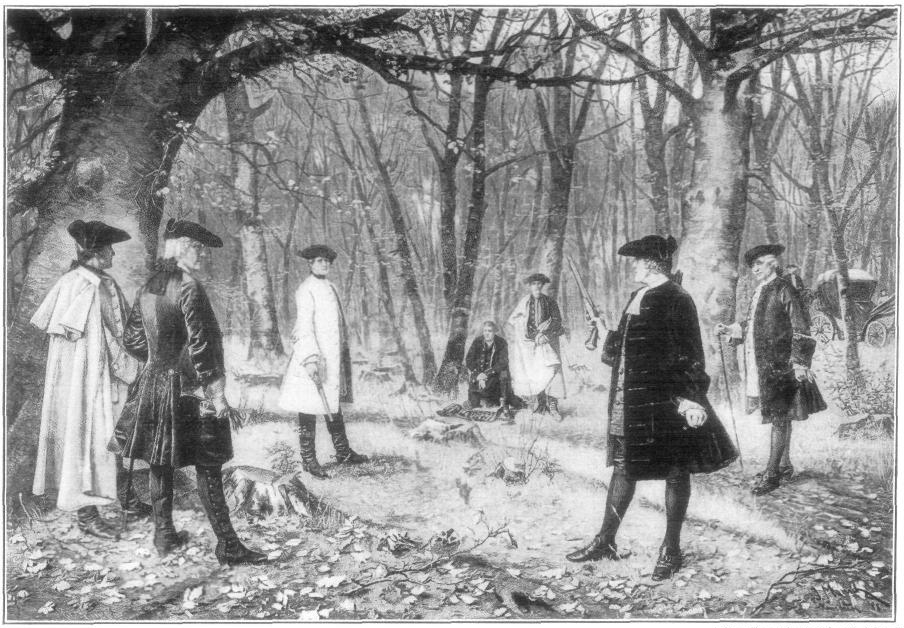
Duell Burrs gegen Alexander Hamilton; Buchillustration nach J. Mund (1902)

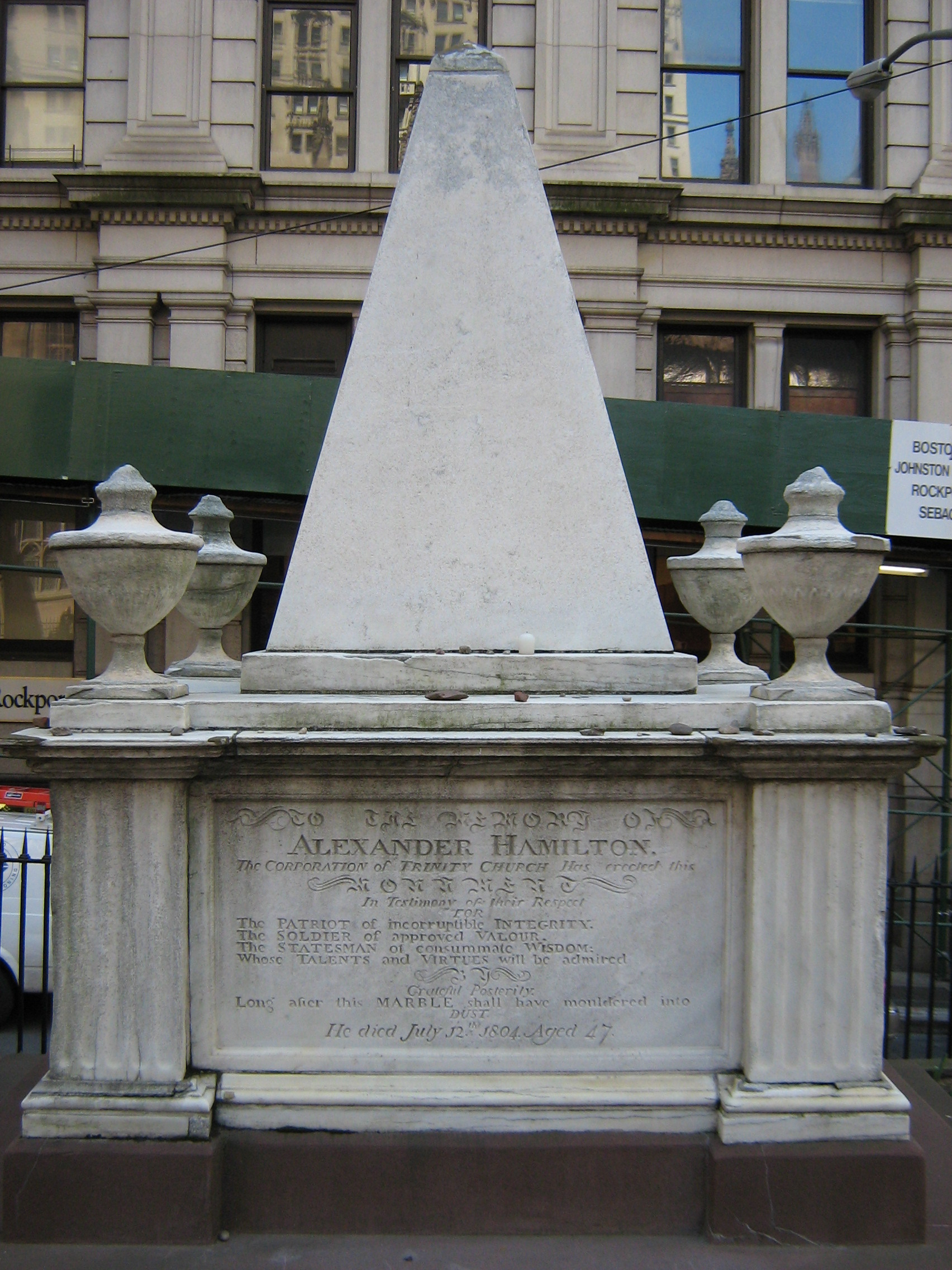
Hamiltons Grab auf dem Friedhof der Trinity Church in New York

Vizepräsident Burr wurde für die Wahl von 1804 von den Republikanern nicht wieder als Jeffersons Vizepräsidentschaftskandidat aufgestellt. Dies bedeutete das politische Ende Burrs in der republikanischen Partei. Schon vor Ablauf seiner Amtszeit Anfang 1805 suchte er daher einen Neuanfang in New York, wo er unterstützt von einer Koalition aus Föderalisten und einigen Republikanern zum Gouverneur gewählt werden wollte. Nur um den Preis, sich mit den eigentlich republikanisch gesinnten Burrites verbünden zu können, glaubten viele Föderalisten, in New York noch einmal eine Mehrheit erlangen zu können. Um diese Koalition zu bilden, soll Burr der sogenannten Essex Junto um Timothy Pickering, die eine Sezession von Neu-England zum Ziel hatte, den Anschluss New Yorks an den neuen Staat versprochen haben. (Spätere Historiker haben jedoch nicht nur das Ausmaß dieser Verschwörung relativiert, sondern auch Burrs Beteiligung bestritten.) Trotzdem verlor Burr die Wahl klar gegen den republikanischen Kandidaten Morgan Lewis. Burr und seine Unterstützer sahen den Grund für seine Niederlage in einer Intrige Hamiltons, die die extremen Föderalisten von der Wahl Burrs abhielt. Zwar hatte Hamilton sich schon im ersten Caucus der Föderalisten gegen eine Kandidatur Burrs gewandt, doch bezweifeln Historiker, dass dies die Wahl entschied. Ein Bericht darüber, wie Hamilton bei einem Abendessen in Albany Despektierliches über Burr geäußert haben soll, fand den Weg in die Presse. Vizepräsident Burr sah sich derart in seiner Ehre verletzt, dass er Hamilton zum Duell forderte. Diese Form der Beilegung von Ehrenstreitigkeiten wurde in den USA gesellschaftlich noch weithin akzeptiert – sowohl Burr als auch Hamilton hatten sich schon zuvor Duellen gestellt. In New York war das Duellieren jedoch verboten, so dass sich Duellanten üblicherweise am anderen Ufer des Hudson im Wald von Weehawken im Staat New Jersey trafen, wo auch Philip Hamiltons Duell stattgefunden hatte.

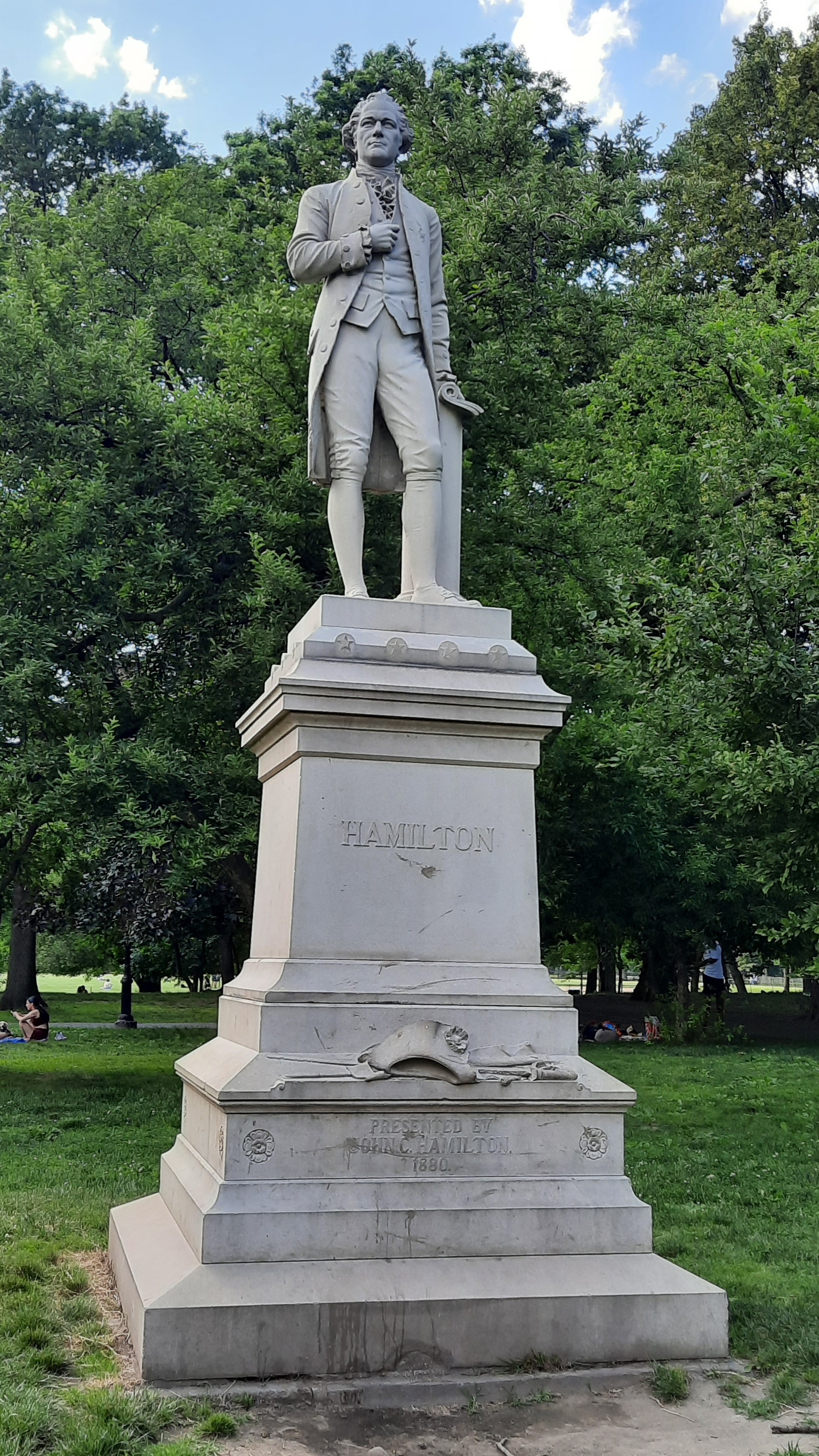
Hamilton-Denkmal im Central Park von New York

Beim Duell am Morgen des 11. Juli 1804 verwundete Burr Hamilton mit einem Schuss in den Unterleib tödlich. Der genaue Ablauf ist bis heute Gegenstand zahlreicher Spekulationen. Hamilton hatte in den Tagen vor dem Duell nicht nur sein Testament aufgesetzt, sondern in einigen persönlichen Bemerkungen auch seinen Entschluss niedergeschrieben, mindestens mit der ersten seiner Duellkugeln nicht auf den Gegner zu zielen, sondern den ersten Schuss zu vergeuden – um Burr zu beschwichtigen, aber auch, da ein Duell seinen religiösen Überzeugungen grundsätzlich zuwider sei. Hamilton hätte dadurch seinen eigenen Tod in Kauf genommen oder willentlich herbeigeführt. Burrs Sekundant William P. Van Ness behauptete, dass Hamilton mehrere Sekunden vor Burr feuerte (und weit verfehlte), während Hamiltons Sekundant Nathaniel Pendleton behauptete, dass Burr zuerst feuerte und Hamiltons Schuss nur unfreiwillig durch die Kugel von Burr ausgelöst wurde. Eine Untersuchung der Pistolen 1976 ergab, dass Hamiltons Pistole leichter abzuziehen war. Möglich ist deshalb, dass Hamiltons Schuss nur unabsichtlich während des Zielens auf Burr gefeuert wurde. Dagegen spricht aber eine Aussage Hamiltons an Pendleton vor dem Duell, in der er behauptet, dass er keinen Hair-Trigger, wie dieser Abzug genannt wurde, nutze.
Hamiltons Tod wurde in New York mit Bestürzung aufgenommen. Sein Trauerzug wurde von Tausenden begleitet; Hamiltons Freund Gouverneur Morris hielt eine Trauerrede, bei ihm saßen die trauernden und mitleiderregenden Söhne von Hamilton. Selbst der Demokratisch-Republikanische Rat der Stadt ordnete einen Trauertag an. Hamiltons letzte Ruhestätte befindet sich auf dem Friedhof der Trinity Church in New York.
Im Central Park von New York wurde 1880 ein Denkmal für Hamilton aufgestellt.

## Nachleben

### Hamilton in der Populärkultur
Der Aufstieg Alexander Hamiltons vom Waisenkind aus der Karibik zum Gründervater der Vereinigten Staaten von Amerika wurde von Lin-Manuel Miranda, Sohn puerto-ricanischer Eltern, mit dem erfolgreichen Hip-Hop-Musical Hamilton im Jahre 2015 auf die Bühne gebracht. Das Broadway-Stück entwickelte sich zu einem Zuschauermagneten und gewann einen Grammy Award, einen Pulitzer-Preis sowie elf Tony Awards. Eine Aufzeichnung des Musicals erschien am 3. Juli 2020 bei Disney+. Seit Herbst 2022 wurde eine deutschsprachige Produktion im Hamburger Operettenhaus gezeigt. Nach nur einem Jahr wurde das Musical am 15. Oktober 2023 aus dem Programm genommen.
Schon 1931 entstand der Film Alexander Hamilton auf Grundlage des gleichnamigen Theaterstücks.

### Hamilton-Moment
Der deutsche Finanzminister und spätere Bundeskanzler Olaf Scholz verglich im Mai 2020 eine Kreditaufnahme der EU im Umfang von 500 Milliarden Euro wegen der COVID-19-Pandemie, um die erhöhte Gefahr von Staatskonkursen mit Hilfe von deutschen und französischen Zahlungen im südlichen Europa zu minimieren, mit der „assumption“ Hamiltons.